# ارومیه
اُرومیّه () با نام سابق رضاییه، یکی از کلان‌شهرهای ایران، مرکز استان آذربایجان غربی و شهرستان ارومیه در شمال غربی ایران در منطقه آذربایجان واقع شده است. این شهر طبق سرشماری سال ۱۳۹۵ با ۷۳۶٬۲۲۴ نفر جمعیت، دهمین شهر پرجمعیت ایران و دومین شهر پرجمعیت منطقهٔ شمال‌غرب ایران به‌شمار می‌آید. ارومیه با ۱۳۳۲ متر ارتفاع در غرب دریاچه ارومیه، در دامنه کوه سیر و در میان دشت ارومیه قرار گرفته است. هوای ارومیه در تابستان نسبتاً گرم و در زمستان سرد است.
ارومیه در ۷۶۳ کیلومتری شمال غربی تهران و ۱۷ کیلومتری ساحل غربی دریاچهٔ ارومیه، سر راه خوی و سلماس به مهاباد و سردشت، قرار دارد.
در سده‌های گذشته رخدادها و حوادث متعددی از قبیل اشغال توسط عثمانی‌ها و روس‌ها را تجربه کرده است. این شهر به سبب موقعیت مناسب که در میان شاه‌راه ارتباطی قفقاز، میان‌رودان و آسیای صغیر داشته در گذشته از مراکز تجاری منطقه به‌شمار می‌رفته است. نقل مهم‌ترین سوغات ارومیه است.
ارومیه به عنوان شهر دارای اولین بیمارستان به شیوه نوین، نخستین مرکز آموزش پزشکی، اولین مدرسه به شیوه نوین، اولین شبکه تلویزیون محلی، اولین نشریه محلی در ایران، بوده است. ارومیه مدتی در دوره پهلوی به رضائیه تغییر نام داد.
ارومیه، تکاب و پیرانشهر به ترتیب بیشترین تعداد آثار ثبت شده استانی را در فهرست آثار ملی به خود اختصاص داده‌اند.

## نام‌گذاری
اور در زبان آشوری به معنای شهر است (همان واژه‌ای که در نام اورشلیم (شهر آشتی) هم وجود دارد) و میه به معنای آب است (هم‌ریشه با مآء عربی) یا ارومیه در زبان آشوری به معنای «شهر آب» است.
نام این شهر در شروع دوره پهلوی  به‌دلیل علاقه رضاشاه به این شهر به رضائیه تغییر نام داد و بعد از انقلاب اسلامی دوباره به نام ارومیه برگشت.
ارومی، ارومیه، ارْمیه، اورمیه، ارم از دیگر نام‌های آن بوده است. در بین آذربایجانی‌ها نام اورمو رواج دارد.
ارومیه را در زبان سریانی اورمیا (ܐܘܪܡܝܐ) و اورمی (ܐܘܪܡܝ)، در زبان ترکی آذربایجانی اورمیَه/اوُرمو، در ارمنی اورمی (Ուռմի)، در زبان کردی سورانی (ورمێ) و کردی کرمانجی (Ûrmîye)، در عربی ارمیة، در فارسی و ترکی عثمانی ارومیه نوشته‌اند. نام مذکور ایرانی به نظر نمی‌رسد. مؤلفان دربارهٔ نام این دریاچه به گونه‌های مختلف داوری کرده‌اند: پورداود نام اورمیه را ترکیبی از دو واژه آرامی «اور» به معنای شهر و «میاه» به معنای آب نوشته است. در هزوارش پهلوی، نوشته آرامی «میاه» آب خوانده می‌شود، ولی در شهر نامیدن «اور» جای تردید است. «اور» در زبان عبری به معنای نور آمده است مینورسکی با تکیه به متنی سریانی که در آن اسم مکانی به نام ارمیت در کنار دریاچه مزبور آمده است، نام‌اورمیه را «ارمیه» (ارمیا) و به‌ظاهر سریانی خوانده است. این‌نام در متون اسلامی به صورت اُرمیه و اُرمی آمده است. مردم محلی دریاچه مزبور را اورمی می‌نامند. برخی مؤلفان عثمانی این دریاچه را ارومیه یا رومیه نوشته، و چنین پنداشته‌اند که منسوب به روم شرقی است. این نظر در همه موارد قاطع نیست، زیرا در نوشته‌های برخی مؤلفان معاصر ترکیه نیز نام دریاچه به صورت اورمیه آمده است. در متون کهن ایرانی نام این دریاچه به صورت چیچَست با یاء مجهول آمده است. واژه اوستایی چیچست به معنای درخشنده و شفاف است گمان می‌رود شوری و ذرات نمک فراوان موجب درخشندگی آن شده باشد. مؤلفان عهد اسلامی اغلب از شوری آب این دریاچه یاد کرده‌اند.
در شاهنامه فردوسی و در نسخه‌ای از نُزهة القلوب نام چیچست به صورت خنجست آمده است (بارتولد، که آن را تصحیف همین اسم دانسته‌اند). از دیگر نام‌های کهن این دریاچه، کبودان است. استرابن که در حدود سده ۱م می‌زیسته، این دریاچه را کپوتا نوشته است. پورداود معتقد است نام دو هزار ساله کپوتا باید از واژه کپوت (کبود) در زبان پارسی باستان باشد. در منابع اسلامی نیز این نام به صورت دریای کبوذان و کبودان آمده است.
دریاچه ارومیه را در نوشته‌ها به نام جزیره‌های درون آن نیز خوانده‌اند. یکی از این جزیره‌ها کبودان است. شاید نام جزیره از نام دریاچه یا به عکس گرفته شده باشد. پورداود نام جزیره را برگرفته از نام دریاچه دانسته است. بطلمیوس نام دریاچه را مارگیانه (مانتیانه، به احتمال مراغه) نوشته است. هرودت از قومی با نام ماتینوی یاد کرده که به نام مانتیانه نزدیک است مینورسکی نام مانتیانه را با نام مانّاها که در حوالی این دریاچه می‌زیسته‌اند، نزدیک دانسته است .ابوالفدا دریاچه مزبور را «بحیرة تلا» ضبط کرده، دژی را نیز بر کوهی در این دریاچه به همان نام نامیده، و مدعی شده است که هلاکو اموال خود را در آن دژ نهاده بود. محمد بن جریر طبری از دژ نام برده، و نوشته است که محمد بن بعیث در ۲۲۰ق به دژی در میان این دریاچه که شاهی نامیده می‌شد، رفت. پورداود می‌نویسد که این دریاچه را گاه به نام یکی از جزیره‌های بزرگ کوهستانی آن که «شاهی» نام دارد، دریاچه شاهی خوانند. حمدالله مستوفی آن را به نامهای بُحِیرهٔ چیچست، دریای شورِ طسوج (طروج) نامیده است. این دریاچه را اصطخری «بُحیرة الشُراة» نیز نامیده که به معنای دریاچهٔ خوارج است. این نام به احتمال از آنجا ناشی شده که به نوشته یاقوت حموی در کوه جزیره وسط دریاچه، دژی استوار وجود داشته که ساکنانش بر والیان آذربایجان عاصی بوده‌اند. محتمل است این همان جزیره شاهی یا شاهو باشد که طبری از آن یاد کرده، و رشیدالدین آن را «شاهوتله» نوشته است.

## تاریخ
عقیده بر این است که شهر ارومیه در هزاره دوم پیش از میلاد مسیح تأسیس شده است.

### پیش از اسلام
از تل‌های متعدد در نزدیکی شهر (گوک تپه، دیگاله، ترمنی، احمد، سارالان، دیزه تپه) تا به حال اشیای بسیار قدیمی به دست آمده است. ارومیه در اورارتوی باستانی قرار داشت (اواخر هزاره دوم قبل از میلاد-اوایل هزاره اول قبل از میلاد) که دارای ارتباطات زبانی با هوریان آناتولی بود ولی شدیداً تحت تأثیر آشوریان بود. درست زیر دریاچه ارومیه شهر و امارت منا قرار داشت، که در سده هشتم با قدرت فزاینده آشور که سارگون شاه آن اورارتویی‌ها را در ۷۱۴ قبل از میلاد شکست داده بود، علیه اورارتو درآمد گرچه شاهان اورارتو تا سده ۷ قبل از میلاد همچنان حضور داشتند.

### پس از اسلام

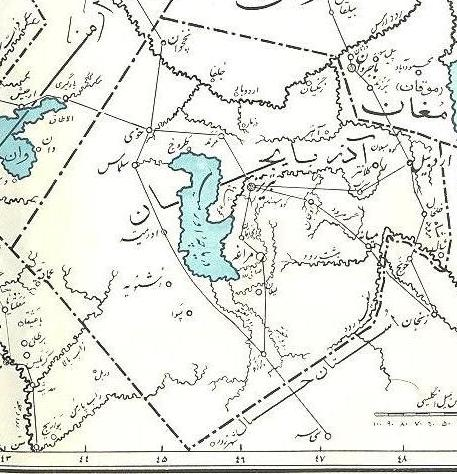
جایگاه ارومیه در نقشهٔ استان آذربایجان در دورهٔ خلفای عباسی.

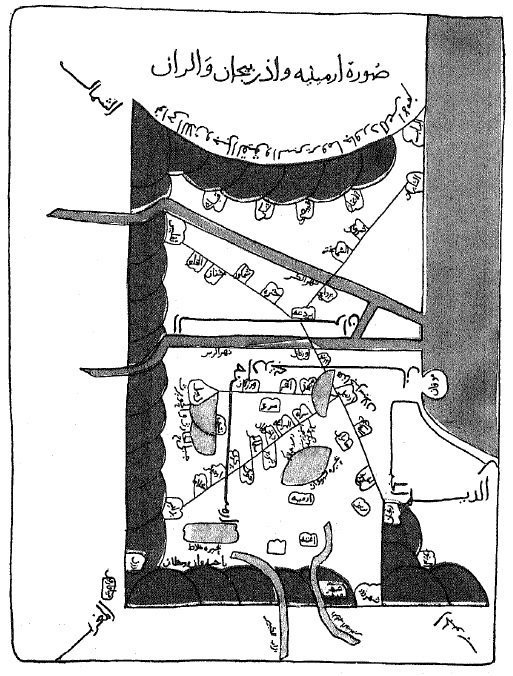
جایگاه ارومیه در آذربایجان در سده چهارم در زیر دریاچه کبودان (ارومیه) مشخص است.

صدقه بن علی، از خدمهٔ عضدالدوله دیلمی ارومیه را فتح کرد، و قلعه‌های زیادی در آنجا بنا کرد؛ بنا بر روایتی دیگر، عتبة بن فرقد که عمر او را ۲۰ق/۶۴۰م گسیل داشته بود تا موصل را فتح کند، ارومیه را گرفت. جغرافیدانان سده ۴ هجری نظیر ابن حوقل و اصطخری در بین شهرهای آذربایجان (پس از اردبیل و مراغه) جایگاه سوم را می‌دهند و به پرآب بودن، و غنایش از نظر میوه و حاصلخیزی تأکید می‌کنند. المقدسی، ارومیه را در ارمنستان قرار می‌دهد و می‌گوید از دوین اداره می‌شده است. در این دوره، ارومیه بر سر بزرگراه اردبیل-مراغه-ارومیه-برکری (به شمال غرب دریاچه وان)-آمِد قرار داشت. از آنجا که تبریز هنوز اهمیت چندانی نداشت، جاده به جنوب منحرف می‌شد تا از شهرهای اصلی رد شود. ممکن است حضور عوامل غیر مطیع در شمال آذربایجان هم بر انحراف جاده به جنوب تأثیر گذاشته باشد. ناحیه ارومیه با ساکنان کرد و مسیحی، در تاریخ اسلام هرگز نقش عمده‌ای ایفا نکرده است. تیولی بوده است که در آن انشعابات دودمان‌هایی که در آذربایجان حکومت می‌کردند، به انزوا می‌زیستند. در دوره سیطره دیلمیان بر آذربایجان، در ارومیه به جستان بن شرمزن برمی‌خوریم. این سردار از ۳۴۲ق/۹۵۳م به عنوان یکی از جنگجویان وفادار دیسم کرد ظهور کرد. بعدتر که دیلمیان ارمنستان را شکست دادند، او تحت امر مرزبان حاکم ارمنستان درآمد. وقتی جستان در ۴۳۶–۸ق/۹۵۷م جایگزین پدرش مرزوبان شد جستان بن شرمزن زیر بار سروری و اقتدار او نرفت. اول ارومیه را ترک کرد و با ابراهیم بن مرزبان که مراغه را برایش فتح کرده بود متحد شد. او بعدتر او را ترک کرد و به ارومیه برگشت و دور آن دیوار کشید و سربازخانه مستحکمی هم در آنجا ساخت. سپس به خدمت مدعی خلافت؛ المستجیر بالله درآمد و از حمایت کردهای قحطانی برخوردار شد؛ ولی پسران مرزوبان (جستان و ابراهیم) او را با کمک کردهای هذبانی شکست دادند. در ۳۴۹ق/۹۶۰–۹۶۱م به تحریک وهسودان، برادر مرزوبان او بر ابراهیم بن مرزوبان شکستی را تحمیل کرد، بازمانده سپاه او را تسخیر کرد و مراغه را به ارومیه منضم کرد. در ۳۵۵ق/۹۶۶م به میانجیگری رکن الدوله بویی، او دوباره اقتدار ابراهیم را به رسمیت شناخت. وقتی غزها در ۴۲۰–۴۳۲ق/۱۰۲۹–۱۰۴۱م آذربایجان را اشغال کردند، حاکم ارومیه ابوالهیجا بن ربیب الدوله، رئیس کردهای هذبانی بود که مادرش خواهر امیر تبریز، وهسودان روادی بود. این پسر ربیب الدوله به خود می‌بالید ۲۵۰۰۰ تا از ۳۰۰۰۰ غزی را که سعی می‌کردند از سرزمینش عبور کنند را در نزدیکی یک پل نابود کرده است.
همهٔ اغوزها از آذربایجان مراجعت نکرده و عده‌ای در منطقه ماندند. احتمالاً این عده در ارومیه ساکن بودند. اغوزهای تحت امر دانا که در ارومیه مانده بودند، بعد از خروج از شهر به ارامنه حمله کرده عدهٔ زیادی را کشتند یا اسیر نمودند و غنایمی به دست آوردند. کردهای هذبانی تحت امر ابوالهیجا که ساکن حوالی ارومیه بودند، به جنگ با اغوزها پرداختند. اغوزها بعد از غارت روستاهای کردها عدهٔ زیادی از آنان را کشتند. سکونت اغوزها در ارومیه و دادن شهر به عنوان تیول به آنان می‌باید در ارتباط با ازدواج فرمانده اغوزها با یکی از اقربای وهسودان، حاکم آذربایجان، صورت پذیرفته باشد. چون ابوالهیجا رئیس کردهای این منطقه با وهسودان عداوت داشت.

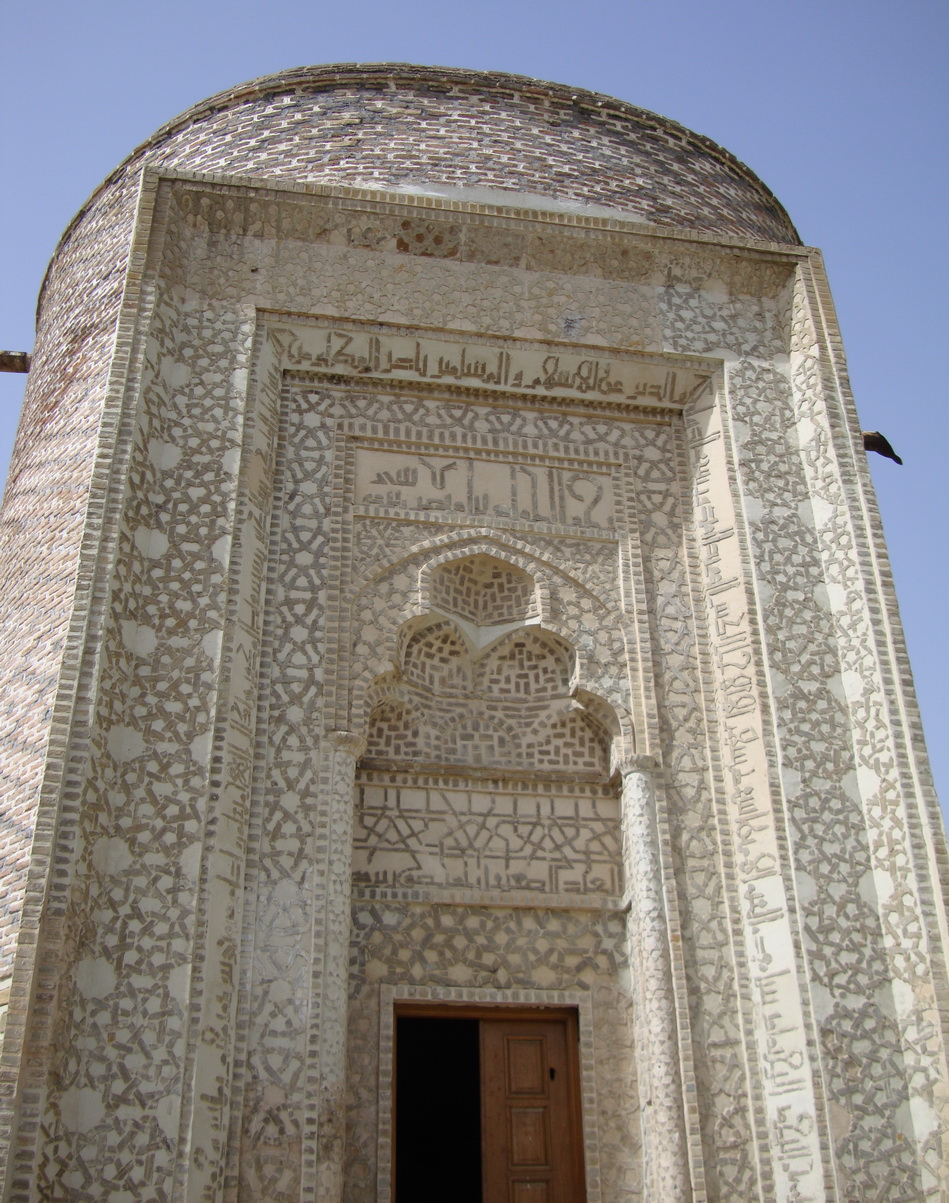
عمارت سه‌گنبد ارومیه، محل احتمالی دفن جلال الدین خوارزمشاه

در محرم ۴۵۵ق/ ژانویه ۱۰۶۳م سلطان طغرل از ارومیه گذر کرد. وقتی مسعود از بغداد به آذربایجان برگشت، امیر حاجب تاتار موضع خود را در ارومیه مستحکم کرده بود ولی بعدتر به سلطان تسلیم شد. در ۵۴۴/۱۱۴۹ ارومیه به ملک محمد بن محمود بن محمد، برادرزاده و داماد مسعود بن محمود بن ملکشاه تعلق داشت. وقای آخرین طغرل سلجوقی با عمویش به نزاع برخاست، قزل ارسلان از حمایت امیر حسن بن خفجخ برخوردار بود و ارومیه را در ۵۸۵ق/۱۱۸۹م محاصره کرد. شهر در اثر طوفان تسخیر، تاراج و نابود شد. در ۶۰۲ق/۱۰۲۵م، ابوبکر اتابک تبریز، اشنویه و ارومیه را به علا الدین، اتابک مراغه داد تا جبران خسران مراغه را بکند. یاقوت، که ارومیه را در ۶۱۷ق/۱۲۲۰م دیده از نبود امنیت  به‌دلیل ضعف حکمران آن ازبک بن پهلوان می‌گوید. در جریان حکومت جلال الدین خوارزمشاه بر آذربایجان، اورمیه، سلماس و خوی حوزه امیره سلجوقی بود که جلال الدین او را از دست شوهر اولش ازبک به درآورده بود. در ۶۲۳ق/۱۲۲۶م ترکمان‌های ایوایی ارومیه را تسخیر کرده و خراج وضع کردند. با شکایت امیره، شوهرش جلال الدین قشون فرستاد که ترکمانان را شکست دادند. از طرف دیگر، بنا بر جوینی، سرداران گرجی شلوا و ایوانه که در نبرد گرنی زندانیان را گرفتند و در ابتدا توسط جلال الدین با احترام مورد رفتار قرار می‌گرفتند کوتاه مدتی مرند، سلماس، ارومیه و اشنویه را در اختیار گرفتند. در ۶۲۸ق/۱۲۳۰–۱۲۳۱م که خوارزمشاه شدیداً تحت فشار مغولان بود، زمستان را در ناحیه اورمیه-اشنو گذراند. ماندن او در آنجا ممکن است توضیح دهنده ساخته شدن سه‌گنبد توسط او و حتی تدفین او در ارومیه باشد.
تا اواخر سده دهم هجری، ارومیه هنوز یک شهر عمدتاً کردنشین سنی مذهب بود.

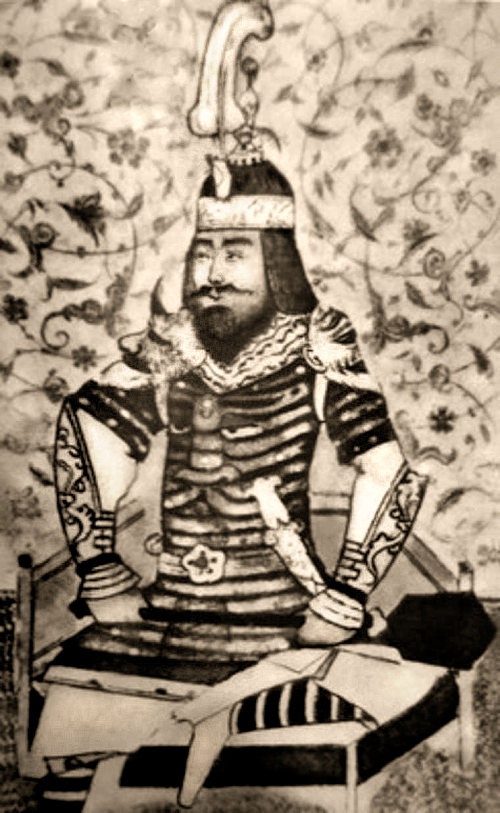
تیمور لنگ که ارومیه را به گرگین بیگ افشار به عنوان تیول داد

بنا بر وقایع‌نامه‌های محلی، تیمور، ارومیه را به عنوان تیول به گرگین بیگ از ایل افشار داده بود. او در دژ توپراق‌قلعه در یک چهارم فرسخی ارومیه مستقر شد. هرچند ظفرنامه از تیزک نامی به عنوان حاکم ارومیه یاد می‌کند که حقوقش در ۷۸۹ق/۱۳۰۷م توسط تیمور تفیذ شده بود. در سال ۸۰۲ ه‍.ق امیر تیمور طایفه اوصانلو افشار را به منظور سرکوب کردها و عشایر شورشی ارومیه روانه آن نموده و گرگین بیگ اوصانلو را به حکومت ارومیه منصوب نمود وی در قریه توپراق قلعه که اکنون دهکده‌ای در ربع فرسخی شمال قلعه ارومیه قرار دارد و در آن وقت حاکم‌نشین بوده نزول کرد بعد از وفات او الامه سلطان پسرش به جای پدرش نشست و به مدت ۳ سال شهر ارومیه از تحمیلات دیوانی معاف داشت و بعد از وی برادر کهترش یادگار سلطان اوصانلو افشار به جای برادر کهترش حکومت ارومیه را به دست گرفت نیکتین تعداد حکمران افشار اوصانلو را در این دوره ۶ نفر ذکر نموده است.
نبرد دمدم در تاریخ‌نگاری صفوی جایگاهی برجسته دارد. شاه عباس اول حق موروثی امیرخان برای حکومت بر برادوست و ارومیه را به رسمیت شناخته بود؛ ولی بازسازی دیمدیم حرکتی در جهت استقلال بود که می‌توانست قدرت صفویه را در شمال غرب به خطر بیندازد؛ در واقع، نه عثمانیان و نه صفویان کنترل مستحکمی بر کردستان، آذربایجان و ارمنستان نیافته بودند. بسیاری از کردها  ازجمله فرمانروایان مکری (غرب و جنوب دریاچه ارومیه) پیرامون امیرخان بسیج شده بودند. پس از یک محاصره شدید و طولانی به رهبری حاتم بیگ وزیر اعظم صفوی از نوامبر ۱۶۰۹ تا تابستان ۱۶۱۰ دمدم تسخیر شد و همه محافظان آن قتل‌عام شدند. شاه عباس دستور قتل‌عام در برادوست و مکری را داد، ایل ترک افشار را دوباره در منطقه ساکن کرد و بسیاری از قبایل کرد را به خراسان فرستاد. این دو امارت ماندند گرچه خیلی ضعیفتر شدند و امرای برادوست دو بار با صفویان در دمدم نبرد کردند. در سال ۱۷۲۹ میلادی، تهماسب‌قلی سپهسالار (نادرشاه) یوسف پاشا حاکم عثمانی ارومیه را در دمدم مغلوب کرد و دستور داد تا قلعه را ویران کنند. اگرچه بعدها او در مظان اتهام قرار گرفت. به نظر می‌رسد نوکیشی به تشیع در دوران صفویه، در میان مردم بومی ارومیه حالتی ایزوله داشته است؛ تا جایی که امروز کردها و تعدادی روستا هنوز بر مذهب تسنن هستند. نفوذ طریقت تسنن نقشبندی را می‌توان از این امر که در سال ۱۰۴۹ق/۱۶۳۹م، سلطان مراد عثمانی، شیخ محمود ارموی را که ۳۰ تا ۴۰ هزار طرفدار دو آتشه داشت، در دیاربکر اعدام کرد فهمید.
برای سال ۱۰۶۵ق/۱۶۵۵م ما گزارش پرجزئیات اولیای چلپی را داریم. شوربختانه سفرنامه اولیای چلپی بسیار درهم و برهم است. او برج و باروی شهر و دیوارهای گچ‌مالی شده آن را توصیف می‌کند و می‌گوید که: «همچون قویی سفید» به نظر می‌آید. محیط شهر ۱۰ هزار گام، ارتفاع دیوارها ۷۰ ذراع و پهنایشان ۳۰ ذراع، پهنای جوی شهر ۸۰ ذراع و دور تا دورش ۱۵ هزار ذراع بوده. مشعل‌ها در طول شب دیوارها را روشن می‌کردند. نیروی مستقر در پادگان آن شامل ۴ هزار نفر و ۳۱۰ اسلحه بود. خان ۱۵ هزار سرباز و ۲۰ هزار نوکر یا خدمتکار داشت. شهر ۶۰ محله، ۶ هزار خانه و ۸ مسجد جامع داشت؛ از آن جمله مسجد اوزون حسن آق‌قویونلو که بنایش توسط پسرش یعقوب به پایان رسید. ۳۰۰ هزار روستایی نیز در ۱۵۰ روستای دشت ارومیه زندگی می‌کردند. اولیای چلپی شهر را «فوق‌العاده باشکوه» توصیف می‌کند و فهرستی از مکان‌های مقدس، مکتب‌ها، مدارس، کافه‌ها و نرخ قیمت‌ها ارائه می‌دهد.
در سده ۱۸ میلادی که سرنوشت ارومیه به سرنوشت افشارهای مستقر در دشت ارومیه گره خورده بود، رئیسشان به عنوان بیگلربیگی نائل آمد. روئسای آنان به‌طور مکرر با همسایگانشان می‌جنگیدند و حتی گاهی به شرق دریاچه ارومیه نیز لشکرکشی می‌کردند.

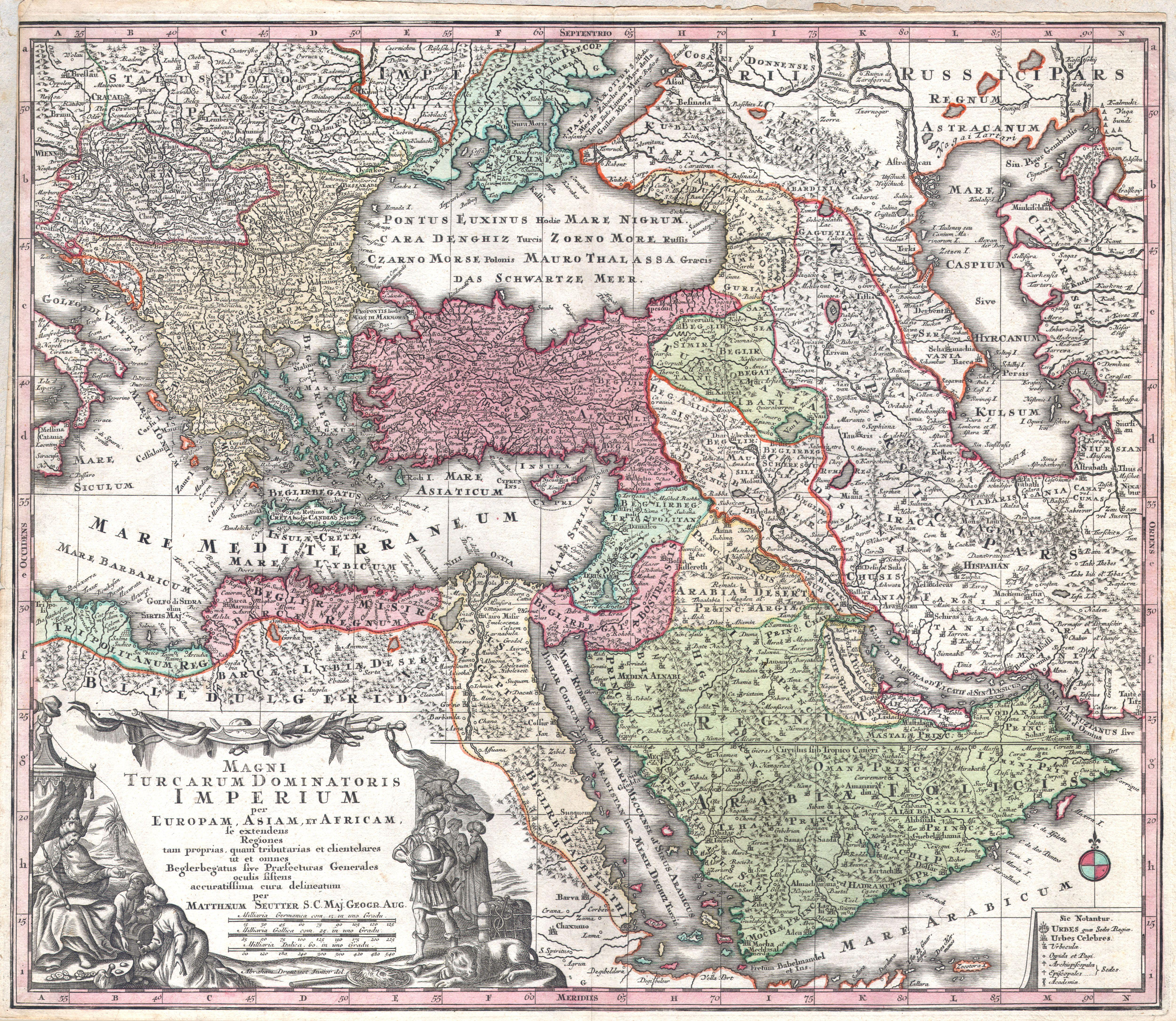
جایگاه ارومیه در نقشهٔ ایران و عثمانی در دورهٔ نادری. ارومیه با نام ارومی در جنوب غربی دریاچه ارومیه مشخص است.

عثمانی‌ها طی نبرد ۱۷۲۴م کردهای حکاری را برای دفع افشارها —که آذوقه ارتش ایران را تأمین می‌کردند— به خدمت گرفتند. وقتی ترک‌ها در سال ۱۷۲۵م به زمامداری این سرزمین رسیدند، حکومت موروثی طایفه قاسملو افشار را بر ارومیه -با عنوان خانات ارومیه- به رسمیت شناختند. نادر مراغه، مهاباد و دیمدم را در سال ۱۷۲۹م از ترک‌ها بازپس‌گرفت ولی حکیم اوغلو پاشا علی و رستم پس از یک ماه مقاومت مذبوحانه در سال ۱۷۳۱ ارومیه را اشغال کردند. ارومیه به رئیس ایل بنیانشین حکاری واگذار شد. تنها پس از قرارداد ۱۷۳۶م بود که ترک‌ها از آذربایجان بیرون رفتند.
پس از انقراض افشاریان در ۱۱۶۱ق/۱۷۴۸م، آزادخان یکی از فرماندهان ارتش نادر، فرزند یکی از روئسای افغان ابتدا به شهرزور رفته و از کشمکش میان افشاریان کمال استفاده را کرده و ارومیه را تصرف کرد. او ارومیه را با رضایت فتح‌علی خان گرفت. ارومیه به پایتخت امیرنشین زودگذر آزاد تبدیل شد. نام کوه اوغان داغی در شمال ارومیه به نظر می‌آید که از اسم این حاکم افغان به یادگار مانده است.

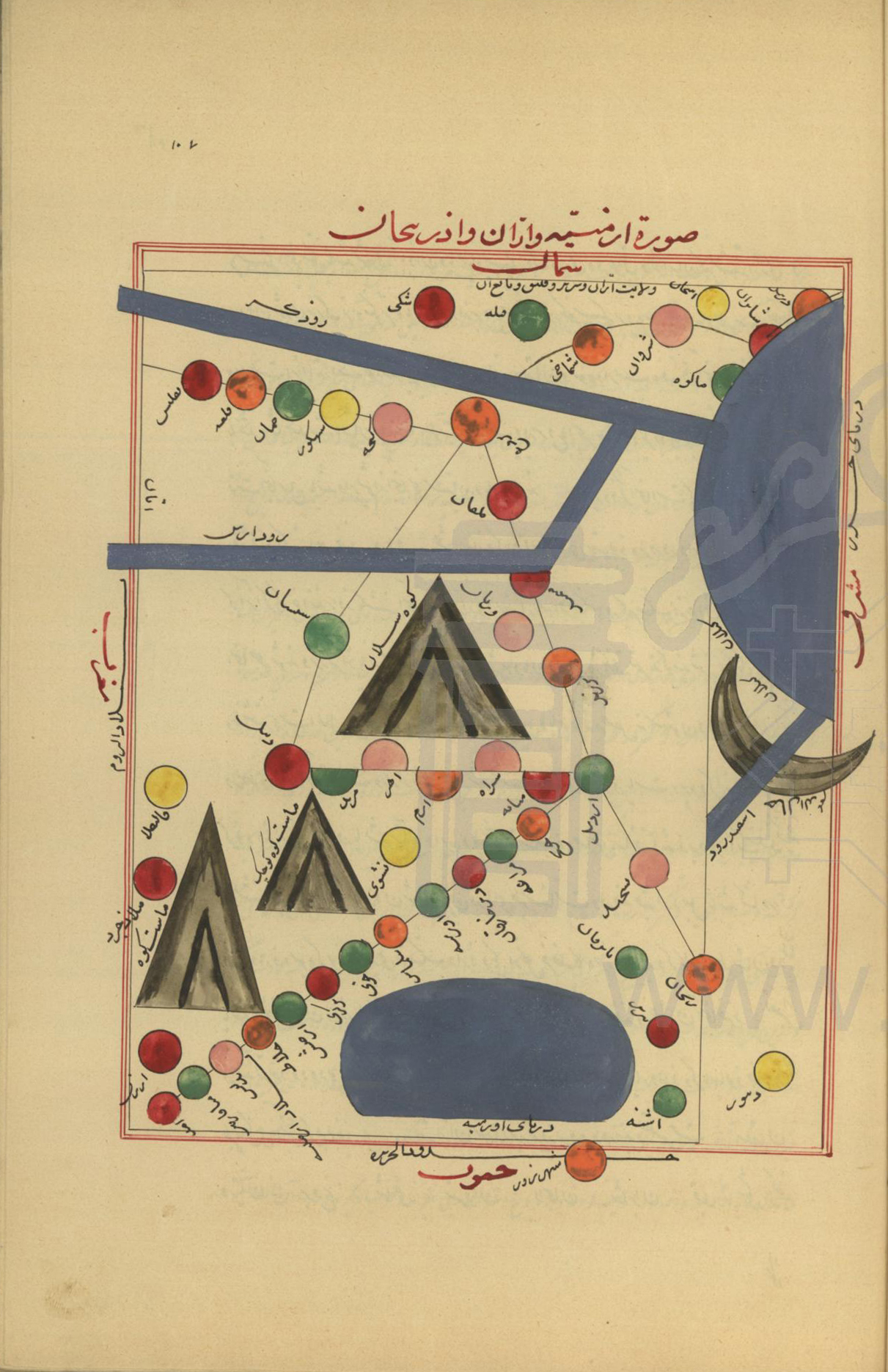
مسالک وممالک پیش از قاجاریه. نقشه آذربایجان و آران

محمدحسن‌خان قاجار در سال ۱۱۶۹ق/ ۶–۱۷۵۵م آزاد را در گیلان شکست داده و ارومیه را تصرف کرد. فتح علی خان افشار به محمد حسن خان پیوست. با مرگ او علی خان افشار دوباره به صحنه برگشت و از ارومیه، مراغه و تبریز را تصرف کرد. کریم خان زند ارومیه را در زمستان ۱۱۷۳ق/۶۰–۱۷۵۹م محاصره کرد. ارومیه پس از محاصره چند ماهه گرفته شد. تا سال بعد آذربایجان جزئی از قلمرو کریم خان شد. پس از پایان سلسله زندیه، افشارهای ارومیه به همراه شقاقی‌های سراب و دنبلی‌های خوی، ائتلافی علیه قاجاریان تشکیل دادند ولی موفقیتی حاصل نکردند. فتحعلی‌شاه قاجار به محمد علی خان اجازه داد که تا هنگام مرگ بر حکومت ارومیه قرار داشته باشد. او با خواهر حسین قلی خان افشار ازدواج کرد. پسرانش نخستین حاکمان ارومیه بودند که از طرف حکومت مرکزی منصوب می‌شدند. سربازان روس طی جنگ ایران و روسیه، در سال ۱۸۲۸م ارومیه را چند ماه اشغال کردند. در نبود حاکم شهر -شاهزاده ملک میرزا قاسم- بیگلربیگی نجف قلی خان افشار بر ارومیه حکم می‌راند.
شیخ عبیدالله از اهالی شمدینان در سال ۱۸۸۰م به آذربایجان حمله کرد. کردها ارومیه را محاصره کردند و تا مرز تسلیم شدن شهر پیش رفتند که خان ماکو سررسید و شهر را نجات داد.

### دوره معاصر

تجمع به مناسبت تولد ولیعهد (دهه ۵۰)

پس از درماندگی روسیه  به‌دلیل شکست‌های پی‌درپی در جبهه شرق دور، عثمانی در اوت ۱۹۰۶ منطقه ارومیه -به جز شهر ارومیه- را به بهانه اختلافات مرزی -چون که هیچگاه مرز ایران و عثمانی مشخص نبود- اشغال کرد. سربازان عثمانی با شروع جنگ بالکان به آنجا فراخوانده شدند. پس از درگیری‌های تبریز، در دسامبر ۱۹۱۱م سربازان روس، ارومیه را اشغال کردند.
در طی جنگ جهانی اول ارومیه چندین نوبت دست به دست گشت. پس از فروپاشی ارتش روسیه در سال ۱۹۱۷م، مسئولیت حقیقی اداره امور در شهر به دست شورای مسیحیان آشوری (موتاوا) سپرده شد. پس از یک سلسله رویدادهای پی‌درپی غم‌انگیز و وقایع خونینی چون کشتار مسلمانان ارومیه به دست مسیحیان در ۲۲ فوریه ۱۹۱۸، ترور مطران مارشیمون به دست کردهای طرفدار سمکو در ۲۲ فوریه، رسیدن ۲۰ هزار ارمنی پناهجو از وان، جنگ‌های بین آشوری‌ها و ترک‌ها در نتیجه همهٔ جمعیت آشوریان در جلگه ارومیه جمع شدند. این جمعیت ۵۰ تا ۷۰ هزار نفری از آشوریان به سوی جنوب حرکت کردند تا تحت‌الحمایه بریتانیا قرار گیرند. این مهاجرت دسته‌جمعی به همراه زنان، کودکان و رمه‌ها از طریق صائین قلعه و همدان، در میان نبرد با ترک‌ها و کردها صورت گرفت. پناهجویان در بعقوبه -در نزدیکی شمال بغداد - اسکان یافتند. پس از رفتن آشوریان، سونتاگ، عالی‌جناب اسقف کاتولیک و اچ فلاومر، مبلغ باپتیست در اوت ۱۹۱۸م در ارومیه به قتل رسیدند.

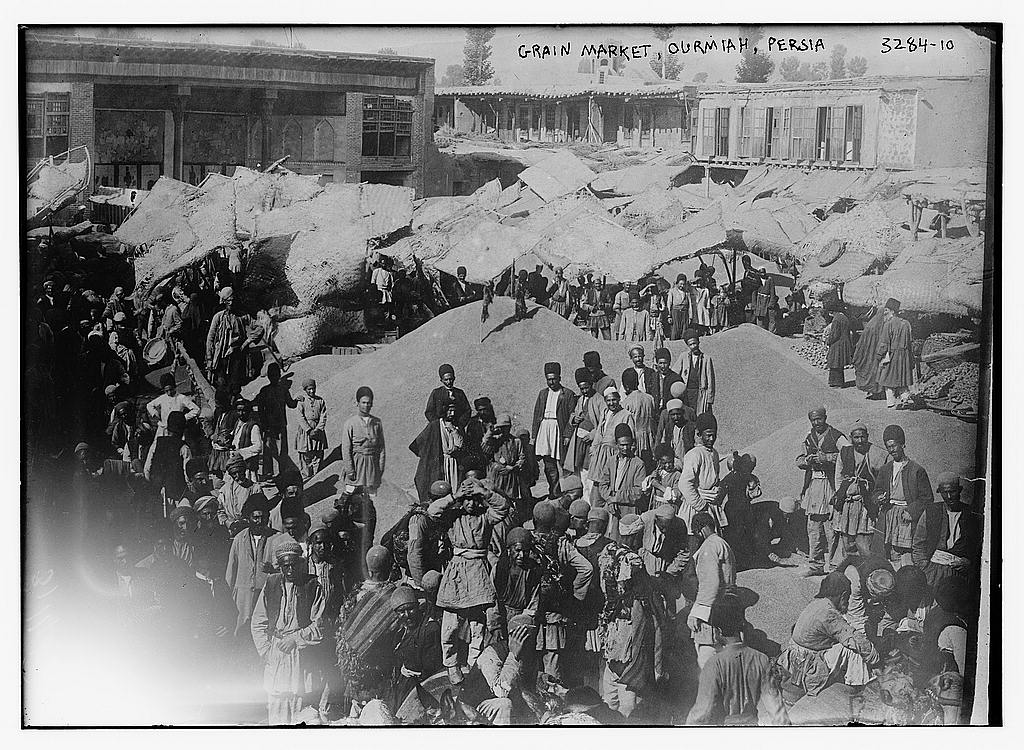
تجمع مردم ارومیه هنگام بازدید احمد شاه

اسماعیل آقا معروف به سمکو شکاک در سال ۱۲۹۹ش به کمک ارشدالملک شهر ارومیه را گرفت. پس از رسیدن نیروی ارتش در سال ۱۳۰۱ش سمکو متواری شد و مدتی بعد کار او پایان گرفت. پس از ویرانی و خالی از سکنه شدن شهر، آرامش بر ارومیه حکمفرما شد. رفته رفته حکومت مرکزی در تهران توانست قدرت خود را در غرب دریاچه ارومیه بدست آورد.
اوضاع شهر ارومیه در دوره پهلوی رفته رفته بهبود یافت. رقابت سیاسی روس‌ها و انگلیسی‌ها مانع از ایجاد خط آهن در شمال‌غربی ایران طی جنگ جهانی اول شد. طی توافقی بین راشین دیسکانت و لوپن بانک، خط‌آهن جلفا-تبریز احداث شد. این خط یک شاخه ۳۰ مایلی نیز داشت که در سال ۱۹۱۶م به شهر ارومیه رسید. در دوره پهلوی نام شهر ارومیه به رضائیه تبدیل و پس از انقلاب اسلامی ۱۹۷۹م دوباره به نام سابق بازگشت.

## وضعیت طبیعی

### جغرافیا

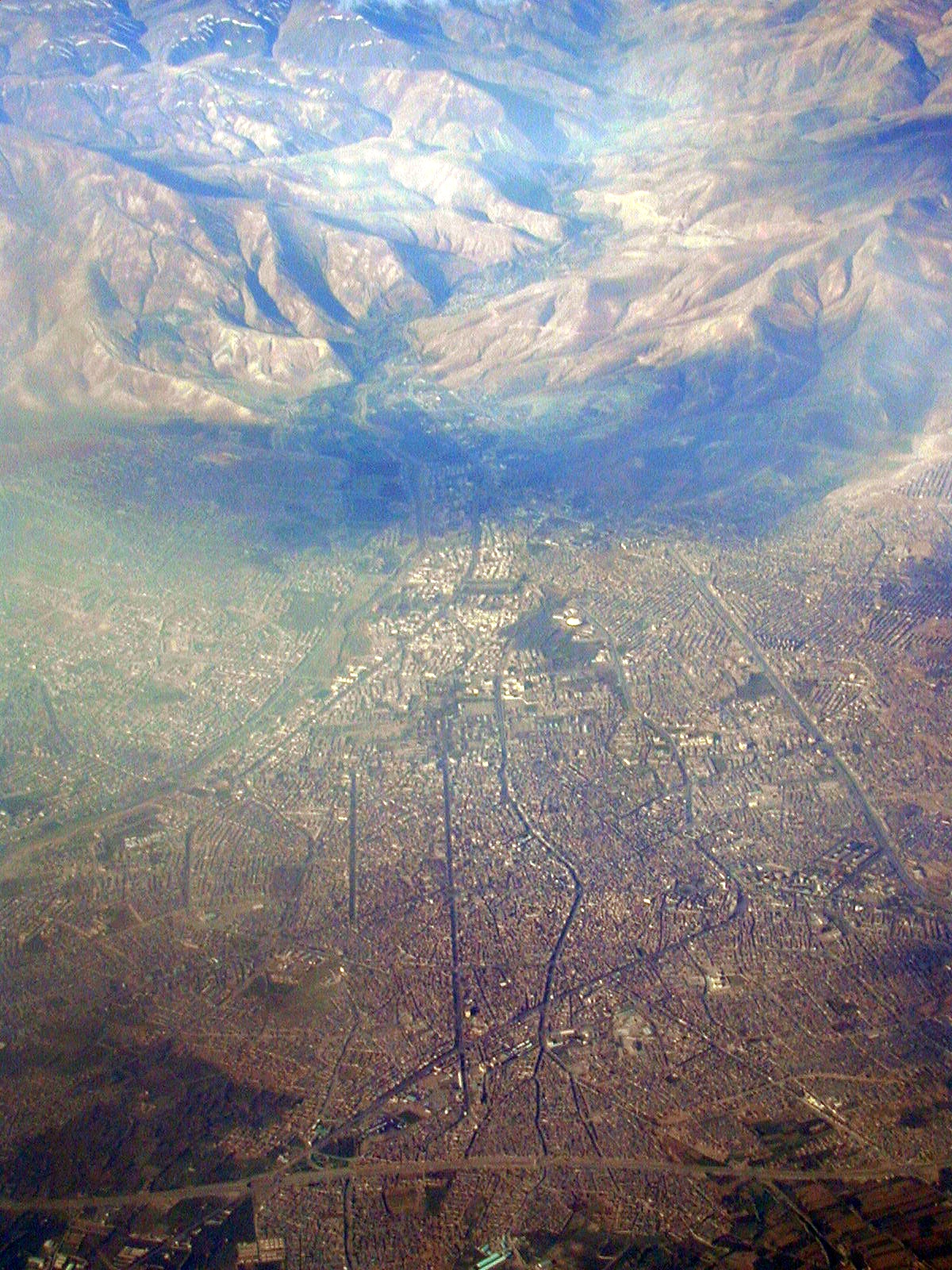
تصویر هوایی ارومیه

ارومیه با داشتن موقعیت ممتاز جغرافیایی در ۲۰ کیلومتری دریاچه ارومیه قرار دارد. ارتفاع ارومیه ۱۳۳۲ متر از آب‌های آزاد است. ارومیه در دشت ارومیه واقع شده است که ارتفاعاتی چون کوه سیر، کوه قیزقلعه، کوه جهودها، کوه چهل مر شهیدان، کوه ماه، کوه علی پنجه سی و کوه علی ایمان آن را احاطه کرده‌اند.
در واقع ارومیه بین دریاچه ارومیه و دیوارهٔ کوه‌های غرب استان واقع شده است.

### موقعیت جغرافیایی
شهر ارومیه روی مدار ۳۷ درجه و ۳۲ دقیقه در نیم‌کره شمالی از خط استوا قرار گرفته است. همچنین این شهر روی نصف النهار ۴۵ درجه و ۲ دقیقه طول شرقی از نصف‌النهار گرینویچ قرار دارد.

### رودخانه‌ها
شهرچای (برده سور)

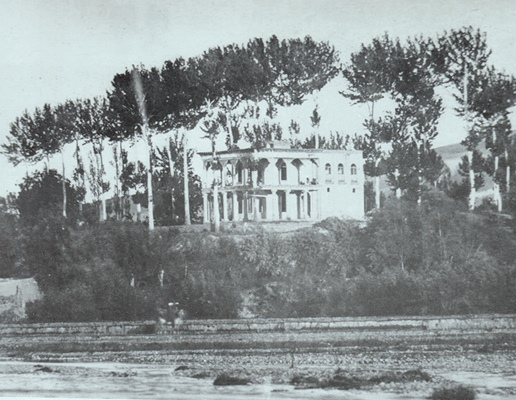
عکسی قدیمی از رودخانه

رودخانه شهرچای یا برده سور از دره بیقار ترکیه سرچشمه می‌گیرد و پس از عبور از ناحیه کوهستانی دشت ارومیه از میان شهر عبور می‌کند و به دریاچه ارومیه می‌ریزد.

### آب و هوا

آب وهوای ارومیه از نوع مدیترانه‌ای با باران بهاره

آب و هوای ارومیه با متوسط درجه حرارت ۸/۹ درجه سانتی‌گراد در تابستان تقریباً گرم و در زمستان سرد است. دوره بارندگی از اواخر مهر و ابتدای آبان شروع شده و تا خرداد ادامه دارد.
میانگین دوره بارش ۹۳ روزه در ارومیه ۳۶۰ میلی‌متر و میانگین بارش بلندمدت ارومیه ۲۳۸/۲ میلی‌متر است.
روزهای یخبندان ارومیه در آبان ۱۹ روز، در آذر ۲۷ روز، در دی ۳۰ روز، در بهمن ۲۸ روز، در اسفند ۱۴ روز و در فروردین ۶ روز است. در مجموع ۱۲۰ روز از سال در ارومیه یخبندان است. میانگین سرعت باد در ارومیه ۱۰/۵ متر بر ثانیه است؛ که اردیبهشت و اسفند با ۱۶ متر بر ثانیه حداکثر سرعت باد و دی و بهمن با ۷ متر بر ثانیه حداقل سرعت باد را دارند.
|                  | ژانویه | فوریه | مارس | آوریل | مه   | ژوئن | ژوئیه | اوت  | سپتامبر | اکتبر | نوامبر | دسامبر |   |      |
| دمای بیشینه (°C) | ۲٫۶    | ۴٫۸   | ۱۰٫۴ | ۱۶٫۸  | ۲۲٫۲ | ۲۷٫۵ | ۳۱٫۲  | ۳۱٫۰ | ۲۷٫۱    | ۲۰٫۱  | ۱۲٫۲   | ۵٫۷    | Ø | ۱۷٫۶ |
| دمای کمینه (°C)  | -۶٫۱   | -۴٫۸  | -۰٫۱ | ۵٫۲   | ۹٫۱  | ۱۲٫۹ | ۱۶٫۶  | ۱۵٫۹ | ۱۱٫۵    | ۶٫۶   | ۱٫۴    | -۳٫۲   | Ø | ۵٫۴  |
|                  |        |       |      |       |      |      |       |      |         |       |        |        |   |      |
| بارش (mm)        | ۳۰٫۲   | ۳۳٫۲  | ۵۲٫۳ | ۶۲٫۰  | ۴۵٫۶ | ۱۴٫۲ | ۵٫۵   | ۲٫۱  | ۴٫۴     | ۲۱٫۸  | ۴۰٫۰   | ۲۹٫۷   | Σ | ۳۴۱  |
|                  |        |       |      |       |      |      |       |      |         |       |        |        |   |      |
| روزهای بارانی    | ۹٫۶    | ۹٫۴   | ۱۱٫۴ | ۱۲٫۷  | ۱۲٫۰ | ۵٫۰  | ۲٫۲   | ۱٫۷  | ۲٫۱     | ۷٫۱   | ۸٫۳    | ۸٫۵    | Σ | ۹۰   |

| -۶٫۱ |

| -۴٫۸ |

| -۰٫۱ |

| ۵٫۲ |

| ۹٫۱ |

| ۱۲٫۹ |

| ۱۶٫۶ |

| ۱۵٫۹ |

| ۱۱٫۵ |

| ۶٫۶ |

| ۱٫۴ |

| -۳٫۲ |

| -۶٫۱ |

| -۴٫۸ |

| -۰٫۱ |

| ۵٫۲ |

| ۹٫۱ |

| ۱۲٫۹ |

| ۱۶٫۶ |

| ۱۵٫۹ |

| ۱۱٫۵ |

| ۶٫۶ |

| ۱٫۴ |

| -۳٫۲ |

| بارش | ۳۰٫۲   | ۳۳٫۲  | ۵۲٫۳ | ۶۲٫۰  | ۴۵٫۶ | ۱۴٫۲ | ۵٫۵   | ۲٫۱ | ۴٫۴     | ۲۱٫۸  | ۴۰٫۰   | ۲۹٫۷   |
|      | ژانویه | فوریه | مارس | آوریل | مه   | ژوئن | ژوئیه | اوت | سپتامبر | اکتبر | نوامبر | دسامبر |

### زمین‌لرزه‌ها

مقایسهٔ نسبی میزان خطر زمین‌لرزه در نقاط مختلف ایران؛ نقاط قرمزتر نقاطی هستند که شتاب حداکثر جنبش زمین در آن‌ها بیش‌تر است.

استان آذربایجان غربی از استان‌های زلزله‌خیز ایران است. با این حال تاکنون زلزله شدیدی در ارومیه رخ نداده است. از زلزله‌های اخیری که در ارومیه رخ داده‌اند می‌توان به زلزله سال ۱۳۰۰ق/۱۸۸۳م؛ زلزله ۴ ریشتری فروردین ۸۷ به مرکزیت سیلوانه، زلزله مرداد ۹۱ که دنباله زلزله اهر و ورزقان بود، این زلزله نسبتاً شدید در دو مرحله به فاصله ۱۰ دقیقه از هم رخ داد و زلزله ۴٫۶ ریشتری در مهرماه سال ۹۲ به مرکزیت سیلوانه اشاره کرد.
آخرین زلزله ارومیه به مرکزیت سرو و به بزرگی ۴٫۲ ریشتر در شهریور سال ۱۳۹۴ رخ داد.

## مردم

### زبان
کردهای ارومیه به لهجه کرمانجی از زبان کردی سخن می‌گویند.آذری‌های ارومیه   به زبان ترکی آذربایجانی و لهجه ایرانی شمال‌غربی آن که مشابه لهجه مردم تبریز است، صحبت می‌کنند.
.
آشوری‌ها به زبان سریانی یا آشوری سخن می‌گویند؛ که گونه‌ای از آرامی شرقی است.
ارمنی‌ها نیز در میان خود به زبان ارمنی سخن می‌گویند.

### قومیت
ارومیه یک شهر چند قومیتی با ادیان و مذاهب گوناگون است.
مردم ارومیه را کردها، آذری‌ها و اقلیتی از مسیحیان (آشوری و ارمنی) تشکیل می‌دهند.
این منطقه از دیرباز محل زندگی اقوام و ادیان مختلف بوده است. این شهر در ارتفاع ۴۴۰۰ پا از سطح دریاست بین ۳۰۰۰۰ و ۴۰۰۰۰ نفر سکنه دارد..

### مذهب
بیشینهٔ آذری‌های ارومیه شیعه مذهب هستند اما در عین حال تعداد زیادی آذری‌های سنی‌مذهب حنفی و شافعی نیز در آن زندگی می‌کنند. مذهب اکثریت کردهای ارومیه نیز سنی است.
همچنین اقلیتی از مردمان آشوری و ارمنی در این شهر زندگی می‌کنند. در سال ۱۹۰۰ میلادی حدود نیمی از جمعیت شهر ارومیه مسیحی اعم از آشوریان و ارامنه بودند اما بسیاری از آن‌ها در میان درگیری‌های روسیه و عثمانی در سال ۱۹۱۸ شهر را ترک کردند.
پس از عقب‌نشینی روس‌ها از این منطقه بیشتر مسیحیان باقی‌مانده در شهر ارومیه قتل‌عام شدند. در زمان رضاشاه پهلوی آشوریان ایران دعوت به بازگشت به این شهر شدند و چندین هزار نفر از آن‌ها به این شهر بازگشتند.
بنا به روایتی نیز جوانمردی (از فرقه‌های تصوّف) را اولین دفعه اخی ترک ارومیه‌ای، پدر جدّ حسام‌الدین چلبی، مرید مولانا، در آناتولی منتشر ساخت.

### تجارت
از گذشته ارومیه با قرارگیری بر سر چهارراه قفقاز ،میان‌رودان ،آسیای صغیر و شرق دریاچه ارومیه از اوضاع بازرگانی نیکویی برخوردار بوده است.
در واقع ارومیه با قرارگیری بر سر راه‌های تجارتی به عنوان گمرکی برای صادرات و واردات کالا از ایران به دیگر نقاط و بالعکس بوده است. همچنین ارومیه محلی برای خرید و فروش محصولات کشاورزی و عشایری مردم اطراف این شهر بوده است.

### جمعیت
در سرشماری سال ۱۳۹۰، جمعیت ارومیه ۶۶۷٬۴۹۹ نفر بود. از این تعداد ۳۳۴٬۱۳۴ نفر مرد و ۳۳۳٬۳۶۳ نفر زن بود. این تعداد در قالب ۱۹۷۷۴۹ خانوار بودند. ارومیه دهمین شهر پرجمعیت ایران و دومین شهر شمال غربی ایران بعد از تبریز است.
ارومیه جزو شهرهای پرتراکم در استان آذربایجان غربی است.
جمعیت شهر ارومیه در سرشماری‌ها از سال ۱۳۳۵ به بعد به صورت زیر بوده است.
| سال سرشماری | جمعیت   | رتبه در کشور |
| ----------- | ------- | ------------ |
| ۱۳۳۵        | ۶۷٬۶۰۵  | ۱۱           |
| ۱۳۴۵        | ۱۱۰٬۷۴۹ | ۱۱           |
| ۱۳۵۵        | ۱۶۴٬۴۱۹ | ۱۱           |
| ۱۳۶۵        | ۳۰۴٬۸۲۳ | ۹            |
| ۱۳۷۰        | ۳۵۷٬۳۹۹ | ۱۱           |
| ۱۳۷۵        | ۴۳۵٬۲۰۰ | ۱۰           |
| ۱۳۸۵        | ۵۷۷٬۳۰۷ | ۱۰           |
| ۱۳۹۰        | ۶۶۷٬۴۹۹ | ۱۰           |
| ۱۳۹۵        | ۷۳۶٬۲۲۴ | ۱۰           |

| مردان  | سن    | زنان   |
| ------ | ----- | ------ |
| ۸٬۵۵۶  | ۷۵+   | ۸٬۴۸۷  |
| ۷٬۵۲۲  | ۷۰–۷۴ | ۷٬۰۹۳  |
| ۷٬۱۲۹  | ۶۵–۶۹ | ۷٬۰۹۱  |
| ۸٬۹۰۳  | ۶۰–۶۴ | ۹٬۱۵۴  |
| ۱۱٬۵۷۵ | ۵۵–۵۹ | ۱۱٬۴۳۷ |
| ۱۶٬۹۲۲ | ۵۰–۵۴ | ۱۷٬۴۷۵ |
| ۲۲٬۸۴۷ | ۴۵–۴۹ | ۲۱٬۹۱۳ |
| ۲۸٬۵۷۲ | ۴۰–۴۴ | ۲۷٬۰۸۹ |
| ۳۲٬۵۲۷ | ۳۵–۳۹ | ۳۱٬۰۸۷ |
| ۳۳٬۰۴۱ | ۳۰–۳۴ | ۳۲٬۵۸۶ |
| ۴۲٬۰۰۶ | ۲۵–۲۹ | ۴۱٬۴۷۱ |
| ۴۶٬۴۸۲ | ۲۰–۲۴ | ۴۹٬۶۷۵ |
| ۴۹٬۶۱۳ | ۱۵–۱۹ | ۴۸٬۴۶۱ |
| ۴۲٬۶۹۶ | ۱۰–۱۴ | ۴۰٬۴۸۵ |
| ۳۶٬۷۹۶ | ۵–۱۰  | ۳۵٬۶۱۲ |
| ۳۴٬۷۲۸ | ۰–۴   | ۳۲٬۸۶۳ |

## فرهنگ و پوشش
دارالنشاط
، پاریس ایران
، شهر آب

پوشش کُردی ارومیه - هرکی

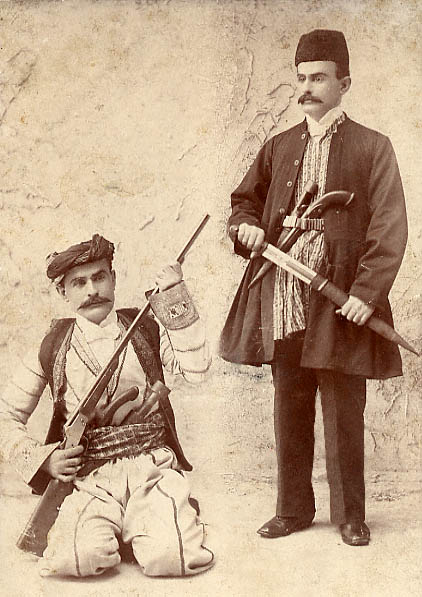
تصویری از پوشش مرد کرد سمت چپ در ارومیه سال ۱۸۹۴

، شهر ادیان، مذاهب و اقوام از القاب ارومیه است.

### آداب و رسوم

مراسم عروسی در دوره قاجار در ارومیه

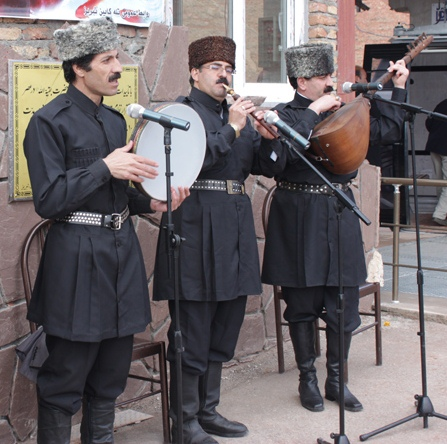
یک گروه موسیقی آشیقی

ترک‌های آذربایجانی اعیاد و مراسم‌هایی چون نوروز، عید قربان و … را مانند دیگر اقوام ایرانی با تفاوت‌هایی ناچیز برگزار می‌کنند.
موسیقی آشیقی یکی از شاخصه‌های مردم ترک‌زبان جهان است که در ایران دارای مکتب‌های متفاوتی است در این میان مکتب عاشیقی ارومیه بنا به نظر کارشناسان و استادان این هنر در سراسر جهان اصیل‌ترین و قدیمی‌ترین مکتب عاشیقی است که تا به امروز اصالت خود را حفظ کرده است. همچنین موسیقی عاشیقی دارای سبک متفاوت و منحصربه‌فردی است این هنر و فرهنگ آذربایجان پس از تلاش‌ها و رقابت استان‌های عاشیقی خیز به نام استان آذربایجان غربی و شهر ارومیه در فهرست به شماره ۱۶۵ در میراث میراث فرهنگی ناملموس کشور ثبت ملی شد.
عاشیق‌ها از دوران قبل از اسلام در بین مردمان ترک‌تبار وجود داشته‌اند. در سال‌های قبل از انقلاب اسلامی، عاشیق‌ها اغلب در قهوه‌خانه‌های آذربایجان‌های شرقی و غربی اجرا می‌داشتند. تبریز مرکز شرقی عاشیق‌ها و ارومیه مرکز غربی آن‌ها بود. در ارومیه بر خلاف تبریز عاشیق‌ها همواره به صورت تکی اجرا می‌کردند.
آشوری‌ها و ارمنی‌ها نیز اعیاد و مراسم‌های مختص به خود را دارند که بیشتر کلیسا برگزار می‌کنند.
آشوری‌ها نخستین قومی بودند که مسیحی شدند. پس از آن یکی از حواریون تمام آنان را در دریاچه ارومیه غسل تعمید داد. پس از آن همه ساله آشوریان این روز را جشن می‌گیرند.
جشن روز مادر نیز همه سال در نخستین جمعه سال نو میلادی، به یادبود مریم مقدس برگزار می‌شود.
نوسردیل یا آب‌پاشان یکی  ازجمله دیگر اعیاد آشوریان است. در این روز که حتی بین غیرآشوریان ارومیه نیز شناخته شده است آشوریان به روی یکدیگر آب می‌پاشند.
کردها نیز مراسم‌ها و اعیاد مختص به خود را دارند که مانند دیگر مناطق کردنشین اهل سنت ایران است.
شهردار ارومیه در سال ۱۳۸۹ عنوان کرد: «ارومیه با بهره‌مندی از اقوام و پیروان ادیان و مذاهب مختلف می‌تواند خود را به عنوان پایتخت فرهنگی آذربایجان مطرح کند.»

### سینما
قدمت سینما در ارومیه به دهه ۴۰ خورشیدی می‌رسد.
هم‌اکنون ارومیه دارای ۵ سینما است که از آن‌ها تنها ۳ سالن به
صورت نیمه فعال به کار خود ادامه می‌دهند.
سینما آزادی با نام قبلی سینما تخت جمشید که در سال ۱۳۴۰ خورشیدی تأسیس شده،
سینما ایران و سینما انقلاب که در سال ۱۳۴۴ تأسیس شدند
تنها سینماهای حال حاضر در ارومیه‌اند.
همین اندک سینماها نیز به دلایل گوناگونی چون عدم رسیدگی، بحران مخاطب در سینمای ایران و … به صورت نیمه فعال هستند؛
به‌طوری‌که تنها در ایام اکران فیلم‌های پرفروش دایرند
و گاهی به محل اجرای کنسرت تبدیل می‌شوند.
قرار بر این است که سینماهای فرسوده ارومیه دوباره احیا و مرمت شوند
؛ مانند سینما تربیت ارومیه که متعلق سازمان هلال احمر ایران است.

### کتابخانه
در مجموع ۱۳ کتابخانه عمومی ارومیه ۱۸ هزار نفر عضویت دارند.

## سیاست

### شهرداری
اداره امور شهرداری در ابتدا در اختیار بلدیه رضائیه بود. در دوره پهلوی بلدیه به شهرداری تبدیل شد. شهرداری رضائیه سابق که در دوره جمهوری اسلامی به ارومیه تغییر نام یافت ابتدا محل مشخصی نداشت؛ تا اینکه در ابتدای دوره پهلوی اول ساختمانی را به آن اختصاص دادند تا مشترکاً با استانداری آذربایجان غربی از آن استفاده کند. پس از سفر رضاشاه به ارومیه و احداث ساختمان شهرداری در اطراف میدان ایالت، شهرداری ارومیه در سال ۱۳۰۷ خورشیدی به عنوان ۲۲امین شهرداری در ایران به‌طور رسمی کار خود را آغاز کرد.

### کنسولگری‌ها
کنسولگری ترکیه در ارومیه یک مکان دیپلماتیک و سیاسی در شهر ارومیه که زیر نظر سفارت ترکیه در تهران به فعالیت می‌پردازد. مهمت بولوت سرکنسول کنونی این کنسولگری در ارومیه است.
|                     | نام کشور | وضعیت کنسولگری |
| ------------------- | -------- | -------------- |
| عراق                | عراق     | فعال           |
| ترکیه               | ترکیه    | فعال           |
| امپراتوری روسیه     | روسیه    | غیرفعال        |
| انگلستان            | انگلستان | غیرفعال        |
| ایالات متحده آمریکا | امریکا   | غیرفعال        |
| واتیکان             | واتیکان  | غیرفعال        |

## مکان‌های تفریحی

### دریاچه ارومیه

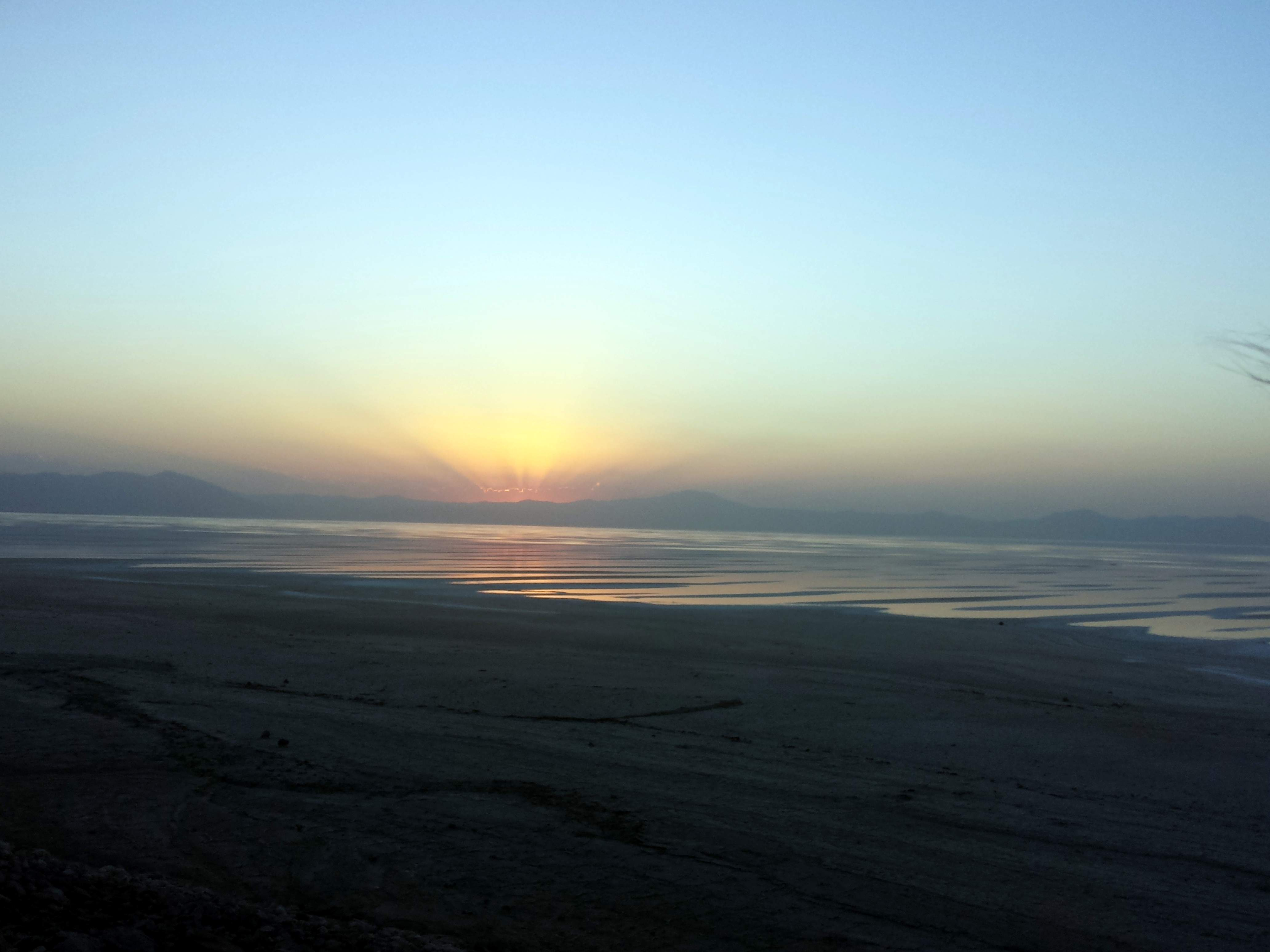
نمایی از دریاچه ارومیه بعد خشکی

دریاچه ارومیه -که در دوره پهلوی دریاچه رضائیه نامیده می‌شد- یک دریاچه آب شور در شمال غرب ایران است. این دریاچه استان آذربایجان شرقی و غربی را از یکدیگر جدا می‌کند. دریاچه ارومیه بزرگ‌ترین دریاچه در خاورمیانه و دومین دریاچه آب شور بر روی کره زمین بود. دریاچه ارومیه در ارتفاع ۴۱۸۳ پایی از سطح دریا، در ۳۷ درجه تا ۳۸/۵ درجه عرض شمالی و ۴۵ درجه تا ۴۶ درجه طول شرقی قرار دارد. طول آن ۱۴۰ کیلومتر در راستای شمال-جنوب و عرض آن ۸۵ کیلومتر در ۸۵ کیلومتر در گستره شرق-غرب با مساحت سطح آب ۵ تا ۶ هزار کیلومتر مربع است.
در تصویر برداشته شده توسط ناسا تغییرات جغرافیایی این دریاچه مشاهده می‌گردد.

### پارک ملی دریاچه ارومیه
پارک ملی دریاچه ارومیه با نام سابق دریاچه رضائیه در شمال‌غرب ایران قرار دارد. این دریاچه که بزرگ‌ترین دریاچه ایران است در سال‌هایی که میانگین بارندگی را داشته باشد ۴۷۰ هزار هکتار مساحت دارد. دریاچه ارومیه بشدت شور است؛ بدین ترتیب هیچ ماهی در آن یافت نمی‌شود. موجودات زنده آن جلبک و میگوی آب شور هستند. این دریاچه غذای فراوانی را برای شمار زیادی از مرغابی‌ها فراهم، مکان مهمی برای جفت‌گیری فلامینگوهای بالغ ،اردک‌های غاز نما و پلیکان‌های سفید است. ۱۸۶ گونه پرنده در دهه ۷۰ میلادی در این پارک ثبت شدند. این دریاچه ۴ جزیره با اندازه متوسط و نزدیک به ۱۰۰ جزیره کوچک -یا تنها برون‌زد صخره‌های بزرگ- دارد. بسیاری از این‌ها با فراهم آوردن مکان‌هایی برای زاد و ولد پرندگان، نه تنها یک زیبایی دیدنی بلکه اکوسیستم منحصربه‌فردی دارند که شایسته حضور در برنامه انسان و زیست‌کره را دارند.  به‌دلیل بستن سد بر روی رودخانه‌های منتهی به دریاچه و نپرداختن حق آبهٔ آن این دریاچه تقریباً خشک شده است.

## آموزش

### عمومی

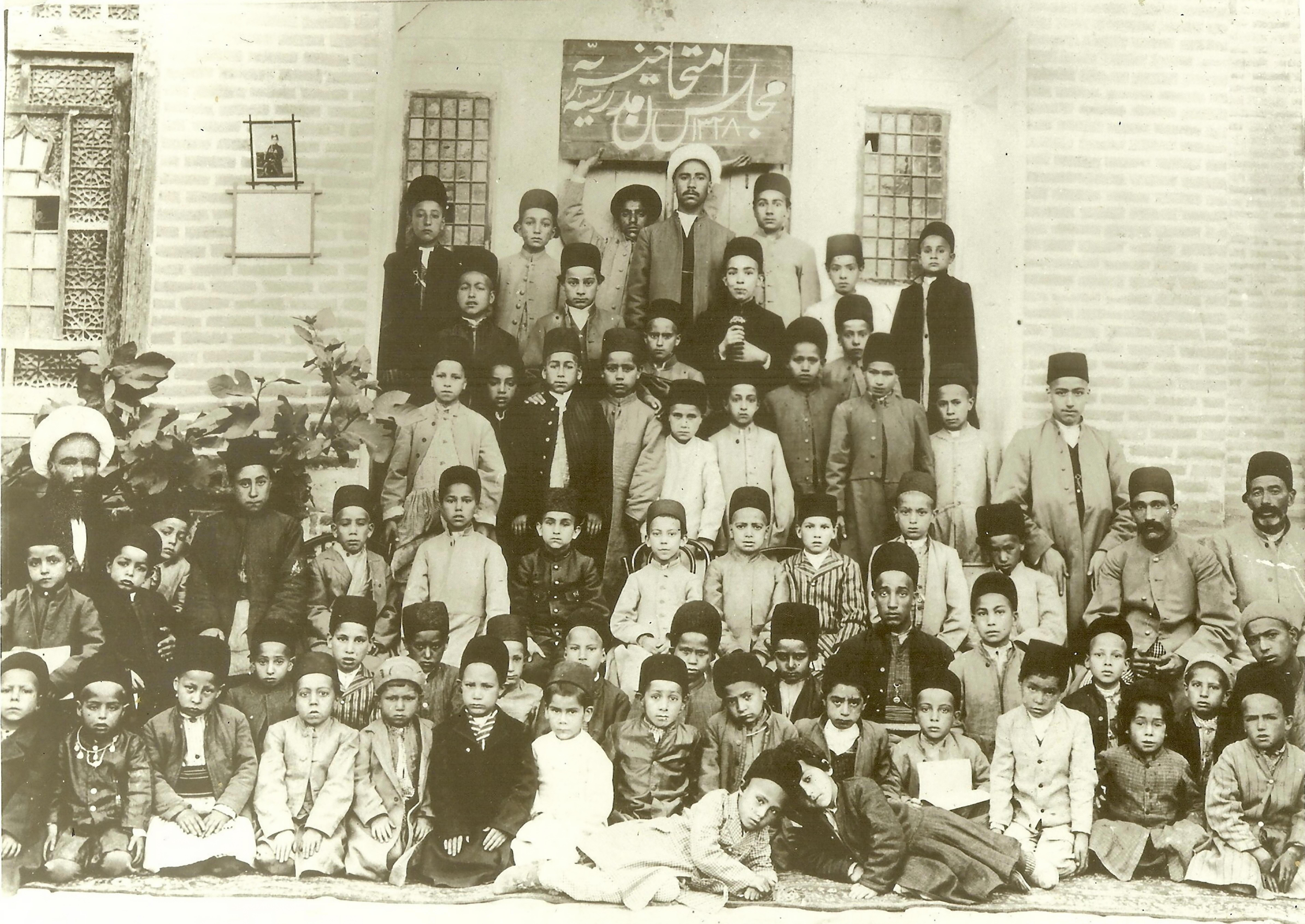
یک مدرسه در ارومیه در اوایل سده بیستم

قبل از دورهٔ پهلوی، آموزش عموماً در مکتب خانه‌ها صورت می‌گرفت. مکتب خانه‌ها در محلات بزرگ، پرجمعیت شهر و اغلب در شبستان مساجد، تکایا یا در منازل شخصی مکتبداران دائر می‌شدند. معمولاً تعلیم الفبا از کتاب «آنادیلی» (زبان مادری) که به زبان ترکی آذربایجانی بود آغاز می‌شد و پس از آن که کودکان الفبا را یادمی‌گرفتند و با خواندن و نوشتن آشنا می‌شدند کتاب‌هایی نظیر قرآن، تنبیه‌الغافلین، صرف میر و غیره تدریس می‌شد.
نخستین مدرسه به سبک نوین ،۱۷ پیش از دارلفنون در سال ۱۲۵۱ق در ارومیه تأسیس شد.

### عالی
نخستین مرکز آموزش پزشکی در ایران در سال ۱۳۰۰ قمری توسط آمریکایی‌ها در شهر ارومیه ایجاد شد. فعالیت‌های این مؤسسه تا زمان حیات بنیان‌گذار آن جوزف کاکرن ادامه یافت. آموزش عالی در سال‌های بعد با ایجاد دانشکده کشاورزی ارومیه که بعدها با افزودن دانشکده‌های مختلف به دانشگاه ارومیه گسترش یافت. اکنون ۲۲ هزار دانشجو در دانشگاه ارومیه ،۴۶ هزار دانشجو در دانشگاه آزاد ارومیه و ۴۰۰۰ نفر در دانشگاه صنعتی ارومیه در مقطع تحصیلات عالی مشغول به تحصیل می‌باشند.

### مدارس علوم دینی
نخستین حوزه علمیه قم در سال ۱۱۴۲ خورشیدی ایجاد شد.
هم‌اکنون این مدرسه علمیه با نام حوزه امام خمینی ارومیه شناخته می‌شود و ۱۵۰ طلبه در آن درس می‌خوانند.
مدارس علمیه علوم دینی صلاح الدین ایوبی ارومیه، نور
و حوزه علمیه تازه تأسیس زینب کبری -مخصوص بانوان- از دیگر مدارس علمیه ارومیه است.

## معضلات شهری

### آلودگی هوا
ارومیه  به‌دلیل ترافیک‌های فراوان، بالا رفتن میزان دی‌اکسیدکربن، بی‌توجهی به رعایت ایجاد واحدهای تولیدی و صنعتی و جانمایی آن‌ها یکی از آلوده‌ترین شهرهای کشور است. از دیگر شاخص‌های آلوده‌کننده غیرانسانی در ارومیه ورود ریزگردها از کشور عراق و پدیده وارونگی هوا است که در ۹۰ روز سال رخ می‌دهد. از مواردی که در آینده برای ارومیه خطرساز می‌شود خشک شدن دریاچه ارومیه و طوفان‌های نمک آن است. کمربند سبز در اطراف ارومیه یکی از راه‌حل‌های آلودگی هوا در ارومیه است.

### ترافیک
ارومیه با داشتن ۸۰ خودرو به ازای هر ۱۰۰۰ نفر که از تهران با رقم ۶۲ خودرو به ازای هر ۱۰۰۰ نفر نیز بیشتر است
دومین شهر پرترافیک ایران بعد از تهران است.
روزانه بیش از ۲۵۰ هزار خودرو در سطح شهر تردد می‌کنند که خیابان‌ها و معابر سطح شهر جوابگوی این تعداد خودرو نیستند.
بیشتر این ترافیک در مرکز شهر و به خصوص در خیابان‌های امام، باکری، کاشانی، مدنی، منتظری، مطهری، طالقانی ایجاد می‌شود.
بیشتر این ترافیک  به‌دلیل ورود خودروهای تک‌سرنشین به مرکز شهر ایجاد می‌شود.
توقف‌های دوبله نیز این ترافیک را تشدید می‌کند. از دیگر مسائلی که این ترافیک را بیشتر نمایان می‌کند وجود مراکز اداری، تجاری، درمانی و… در مرکز شهر است.
ازجمله راهکارهای شهرداری برای رفع این معضل ایجاد طرح ترافیک و زوج و فرد در داخل محدوده مرکزی شهر در برخی خیابان‌ها، ایجاد فرهنگ پیادرو در شهروندان
، ایجاد کمربندی به دور شهر برای خروج سفرهای درون‌شهری به خارج از شهر
، توزیع متوازن امکانات
، تقویت سیستم حمل و نقل عمومی  ازجمله بی‌آرتی
، طرح‌های توسعه‌ای از قبیل انتقال پادگان ۶۴ ارومیه به خارج از شهر و امتداد خیابان‌های اطراف آن
، توزیع مدارس و آموزشگاه در نقاط مختلف شهر
، احداث پروژه‌های روگذر
و ایجاد تقاطع‌های غیر همسطح است.

### حاشیه‌نشینی
حاشیه‌نشینی یکی از چالش‌های ارومیه است که از آن با نام‌هایی چون اسلام‌آباد یا زورآباد یاد می‌شود.
به‌طوری‌که ۲۵ هزار نفر تاکنون طبق برنامه پنجم توسعه در حاشیه ارومیه ساماندهی شدند.
تنها در ۷ ماهه منتهی به دی ۱۳۹۲ با افزایش ساخت و سازهای حاشیه شهر ۷۵۰ هکتار به محدوده شهر اضافه شده است.
مناطق اسلام‌آباد، حسین‌آباد، حاجی پیرلو، علی‌آباد، وکیل آباد، کوی لاله سالار، قره‌باغ و روستاهای الواج و دیگاله از مناطق حاشیه‌ای ارومیه را تشکیل می‌دهند.
حاشیه نشینان جمعیت ۱۵۰ هزار نفری را در شمال غرب شهر تشکیل می‌دهند. حاشیه نشینی معضلاتی چون افزایش جرایم در این محلات و تخریب زمین‌های کشاورزی را نیز به همراه دارد.
مهاجرت به ارومیه روندی رو به رشد دارد.

## بخش‌ها

### گسترش شهر
بافت شهر ارومیه از نظر قدمت به ۳ قسمت تقسیم می‌شود. هسته اولیه شهر که قدیمی‌ترین قسمت شهر است؛ در محدوده بازار قدیمی شهر قرار دارد.
با آنکه شهر قدمتی چند هزار ساله دارد ولی از قدمت قدیمی‌ترین محلات آن بیش از یک صد سال نمی‌گذرد.
همزمان با مرکز استان شدن ارومیه، خیابان‌های باکری، خیام، عسکرآباد و … از دل این منطقه عبور عبور کرده، محل استقرار مراکز اداری شد. بافت میانی شهر نتیجه عدم کشش جمعیتی بافت مرکزی و ایجاد خیابان‌ها و کوچه‌ها به دور هسته مرکزی شهر است. این قسمت از شهر بیشتر حاصل ساخت و سازهای دهه ۳۰ تا ۵۰ خورشیدی است. معماری این قسمت از شهر مشابه هسته مرکزی ولی با مصالح مدرن است. نشانه‌های خیابان‌بندی و کوچه‌های پهن‌تر -از قسمت میانی- از ویژگی‌های بافت میانی است. بافت سوم شهر نیز که به دور بافت سوم ایجاد شده عمدتاً در سال‌های پس از انقلاب و بیشتر در نتیجه مهاجرت به شهر ارومیه است. این بافت در نتیجه تبدیل اراضی کشاورزی در شمال‌غرب و جنوب شهر به مناطق مسکونی ایجاد شده است.

نقشهٔ ارومیه در دوره قاجار
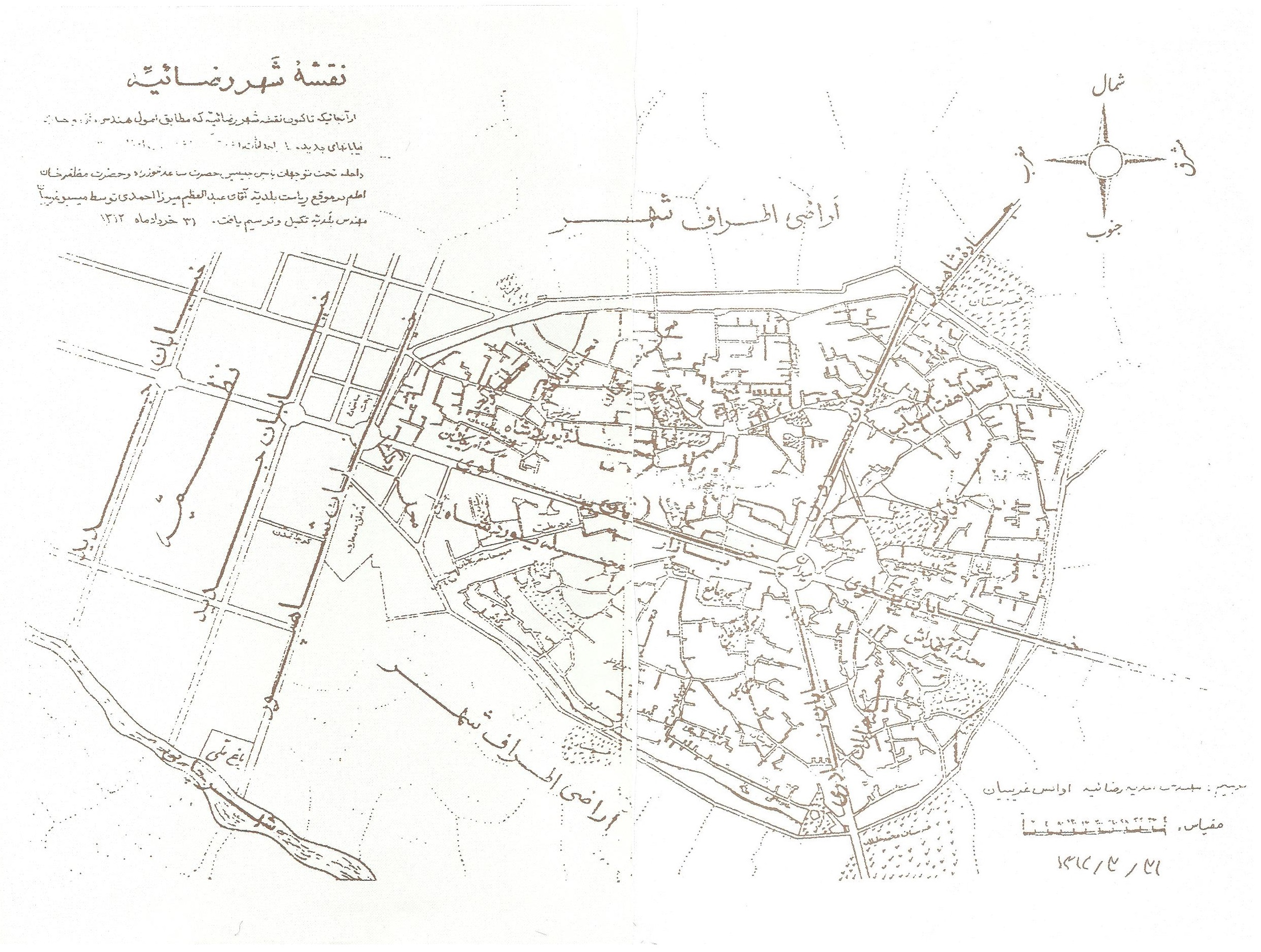
نقشهٔ ارومیه در سال ۱۳۱۲
خیابان خیام ارومیه سال ۱۳۵۲

### مناطق شهرداری

مناطق چهارگانه شهرداری ارومیه

هم‌اکنون ارومیه دارای ۴ منطقه شهرداری است.
ولی افزایش مناطق شهرداری ارومیه  به‌دلیل افزایش وسعت شهر در دستور کار شهرداری قرار دارد.

### فضای سبز
تعداد ۷۰ پارک در مساحتی بالغ بر ۶۵۰ هکتار در شهر ارومیه وجود دارد. هم‌اکنون سرانه فضای سبز برای هر نفر ۸ و نیم متر مربع است که قرار است تا ۴ سال آینده به ۱۲ متر مربع افزایش یابد.

## ترابری
فاصله شهر ارومیه با برخی از مناطق شهری ایران:
| شهر مقصد                            | طول مسافرت   |
| ----------------------------------- | ------------ |
| اردبیل (با عبور از پل شهید کلانتری) | ۳۵۶ کیلومتر  |
| اصفهان                              | ۱۰۳۵ کیلومتر |
| اهواز                               | ۱۰۶۴ کیلومتر |
| ایلام                               | ۷۶۶ کیلومتر  |
| بابل                                | ۹۷۳ کیلومتر  |
| بازرگان                             | ۳۱۴ کیلومتر  |
| بندرعباس                            | ۲۰۲۶ کیلومتر |
| تبریز (با عبور از پل شهید کلانتری)  | ۱۳۰ کیلومتر  |
| تهران (با عبور از پل شهید کلانتری)  | ۷۶۳ کیلومتر  |
| تهران                               | ۹۵۱ کیلومتر  |
| چابهار                              | ۲۶۱۴ کیلومتر |
| رشت                                 | ۹۱۴ کیلومتر  |
| زنجان (با عبور از پل شهید کلانتری)  | ۴۳۳ کیلومتر  |
| سرو                                 | ۵۳ کیلومتر   |
| سنندج                               | ۴۴۶ کیلومتر  |
| شیراز                               | ۱۵۲۰ کیلومتر |
| کرمان                               | ۱۶۵۰ کیلومتر |
| کرمانشاه                            | ۵۸۲ کیلومتر  |
| مراغه                               | ۲۰۰ کیلومتر  |
| مشهد                                | ۱۸۰۱ کیلومتر |
| همدان                               | ۶۱۰ کیلومتر  |
| یزد                                 | ۱۲۸۸ کیلومتر |

### فرودگاه

فرودگاه ارومیه

شهر ارومیه دارای فرودگاه فعال بین‌المللی است.
پروازهای داخلی فرودگاه بین‌المللی ارومیه به تهران، مشهد، رشت و شیراز و پرواز خارجی به ترکیه، عربستان و امارات دایر است.
شرکت‌های هواپیمایی آسمان، ایران ایر و آتا جابه‌جایی مسافران فرودگاه ارومیه را به عهده دارند.

### راه‌آهن
ایستگاه راه‌آهن ارومیه که در سال ۱۳۹۷ افتتاح گردید و از طریق خط راه‌آهن مراغه-ارومیه به طول ۱۸۰ کیلومتر به راه‌آهن آذربایجان متصل می‌شود.

### ترمینال
پایانه شبانه‌روزی شهید کاملی ارومیه با جابه‌جایی روزانه ۱۷ هزار نفر جابه‌جایی مسافرین از دیگر شهرها به ارومیه و بالعکس را انجام می‌دهد.  به‌دلیل عدم کارشناسی برای ساخت این ترمینال، ترمینال ۱۸ هکتاری در جاده سرو قرار است ساخته و جایگزین این ترمینال بشود.

### اتوبوس تندرو
به منظور کاهش ترافیک و روان‌سازی رفت‌وآمد در معابر عمومی ارومیه شهرداری ارومیه به ایجاد سامانه اتوبوس تندرو در ارومیه مبادرت ورزید. کلنگ این پروژه در تیر ماه ۱۳۹۲ زده شد. این سامانه در ارومیه شامل ۲ خط اتوبوس است. خط ۱ به طول ۱۳ کیلومتر و دارای ۱۴ ایستگاه از شهرک ایثار تا میدان خاتم‌الانبیا، مناطق ۲ و ۳ شهرداری را به یکدیگر متصل می‌کند. این خط ۵۴٪ از جمعیت ارومیه را پوشش می‌دهد. خط ۲ نیز از شهرک بهداری تا میدان شهدا کشیده شده است.

### تاکسی
شهر ارومیه داردای بیش از ۷ هزار دستگاه تاکسی است؛ که این تعداد ۳۵ درصد از سهم حمل و نقل درون‌شهری را در ارومیه به عهده دارند. از این تعداد یک هزار و ۲۷۶ تاکسی پلاک قرمز فعال و ۲ هزار و ۴۲ دستگاه تاکسی پلاک سفید و مربوط به آژانس‌ها هستند.

## ورزش
از مهم‌ترین اماکن ورزشی ارومیه مجتمع تختی واقع در خیابان کاشانی است که دارای ۲ زمین فوتبال، زمین تنیس، سالن ورزش باستانی، بوکس، تیراندازی، جودو، تکواندو و ژیمناستیک است. سالن ورزشی ۶۰۰۰ نفری غدیر ارومیه که در سال ۱۳۸۶ تأسیس شده از دیگر مکان‌های ورزشی مهم در ارومیه است.

### فوتبال
تنها تیم فوتبال ارومیه در لیگ‌های ایران نود ارومیه است که در لیگ آزادگان بازی می‌کند.

### والیبال
همان‌طور که آبادان را با فوتبال و مازندران را با کشتی می‌شناسند، ارومیه با والیبال شناخته می‌شود. تاریخ ورود والیبال به ارومیه به ورود مبلغان مذهبی به ارومیه برمی‌گردد. مردم شهر که از سال ۱۲۹۵ با بازی مبلغان امریکایی در حیاط سفارت آمریکا با این ورزش آشنا شده بودند ورزش‌های سنتی را رها نموده و به والیبال روی آوردند. ارومیه از دهه ۴۰ در والیبال وارد تیم‌داری شد.
هم‌اکنون از ارومیه با عنوانی چون قطب والیبال ایران
یا پایتخت والیبال آسیا یاد می‌کنند. همچنین مسابقات جام کنفدراسیون والیبال آسیا ۲۰۱۰ در استادیوم شش هزارنفری غدیر ارومیه برگزار شد.

### جشنواره جهانی جام تموز
جام تموز هر ساله و با شرکت بازیکنانی از کشور ایران و دیگر کشورها با اقلیت آشوری چون عراق و سوریه در تابستان در شهر ارومیه برگزار می‌شود.

## مراکز درمانی

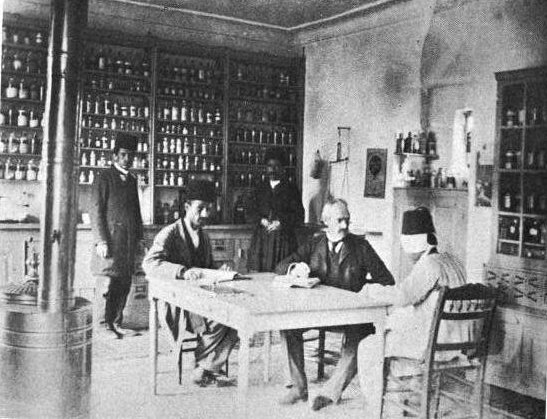
دکتر جوزف کاکرن در شفاخانه وستمینستر در ارومیه

افتتاح جمعیت شیر و خورشید ارومیه، سرهنگ علی اکبر درخشانی نفر ششم از راست

بیمارستان لشکر ۴ ارومیه، دوره پهلوی

نخستین بیمارستان، به شیوه نوین، در ارومیه توسط جوزف کاکرن از اعضای میسیون آمریکایی در سال ۱۳۰۰ تأسیس شد. در این بیمارستان علاوه بر خدمات پزشکی، آموزش نیز داده می‌شد. پس از آن در سال ۱۳۰۴ میسیون خواهران نیکوکار یک درمانگاه در ارومیه ایجاد کرد. چندی بعد جمعیت شیر و خورشید سرخ (حلال احمر کنونی) ارومیه با ابتکار علی اکبر درخشانی پس از تهیه مقدمات و روشن نمودن اذهان اهالی، با سرمایه اولیه چهار ریال که از سوی آیت‌الله مجتهد عرب باغی پرداخت شد و با کمک‌های گسترده مردم، تشکیل شد که در مدت کوتاهی دارای مریضخانه و پست‌های سحّی و نیز حمام‌هایی در شهر و چند قریه اطراف شد. این اولین مریضخانه ایرانی در منطقه بود. تا قبل از آن تنها مریضخانه متعلق به میسیون مذهبی آمریکایی‌ها بود، که وظیفه اصلی خود را در تبلیغات دینی می‌دیدند. تأسیس مریضخانه ایرانی تأثیر بسیار خوبی روی مردم داشت و باعث شد آن‌ها اعانات خود را به جمعیت مذکور چندین برابر کنند.بیمارستان شوروی نیز در سال ۱۳۲۲ شعبه‌ای در ارومیه تأسیس کرد.
در سال ۱۳۸۷ خورشیدی تعداد تخت‌های بیمارستانی موجود شهر ارمیه ۱٬۶۱۲ تخت بوده است که شامل ۹۶۶ تخت در بیمارستان‌های دولتی، ۳۸۴ تخت در بیمارستان تحت پوشش تأمین اجتماعی و ۲۶۲ تخت در بیمارستان‌های بخش خصوصی است. شهر ارومیه یکی از سه مرکز پیوند مغز استخوان در ایران و تنها مرکز پیوند مغز و استخوان در شمال‌غرب ایران است.
همچنین در سال ۱۳۸۷ در ارمیه تعداد ۵۷ آزمایشگاه، ۹۸ داروخانه، ۲۶ مرکز پرتونگاری و ۱۵ مرکز توانبخشی وجود داشته است.
بیمارستان شهید عارفیان (سپاه پاسداران انقلاب اسلامی)، بیمارستان رازی (دانشگاهی)، بیمارستان دکتر صولتی (خصوصی)، بیمارستان شفا (خصوصی)، بیمارستان شهید مطهری (دانشگاهی)، بیمارستان ۵۲۳ ارتش (ارتش جمهوری اسلامی ایران)، مرکز آموزشی درمانی امام خمینی (دانشگاهی)، بیمارستان آذربایجان (خصوصی)، بیمارستان آیت‌الله طالقانی (دانشگاهی)، بیمارستان شهید دکتر قلیپور (دانشگاهی)، بیمارستان سیدالشهدا (دانشگاهی)، و بیمارستان امام رضا (تأمین اجتماعی)  ازجمله مراکز درمانی شهر ارومیه هستند.

## رسانه‌ها

نشریه زاهر یرادی باهرا

نشریه فریاد ارومیه

### صدا و سیما

مرکز تلویزیون ارومیه

شبکه استانی آذربایجان غربی در ارومیه به عنوان اولین شبکه محلی در ایران کار خود را از سال ۱۳۴۷ آغاز کرد. این شبکه در ابتدا با ۳ ساعت در روز کار خود را آغاز و تا سال ۱۳۵۱، به میانگین ۷ ساعت برنامه در روز رسید. با ایجاد ایستگاه‌های تقویت امواج در میاندوآب و سرو به جز خود استان قسمتی از ترکیه و استان آذربایجان شرقی نیز قادر به دریافت امواج این شبکه شدند.

### نشریه‌ها
اولین نشریه محلی ایران در شهر ارومیه به چاپ رسید. این نشریه آشوری زبان با نام زاهر یرادی باهرا که در زبان آشوری به معنای اشعه روشنای است در سال ۱۲۶۵ قمری برابر ۱۸۴۹ میلادی توسط جاستین پرکینز آمریکایی منتشر شد. این نشریه دومین نشریه بعد کاغذ اخبار در ایران است. در سال‌های ۱۳۲۵ قمری (۱۹۰۷ میلادی) تا پایان دوره مشروطه نزدیک به ۱۰۰ نشریه در ارومیه منتشر می‌شد دوره مشروطیت نشریه فریاد به مدیر مسئولی میرزا حبیب آقازاده و سردبیری محمود غنی‌زاده در ارومیه به دو زبان ترکی و فارسی و به طرفداری از ترقی ملت و استقلال دولت به‌طور مشروطیت می‌پرداخت. اکراد ساکن آذربایجان غربی در این دوره نشریاتی منتشر کرده‌اند که از مهم‌ترین آنان نشریه کردستان به صاحب امتیازی عبدالرزاق کک بدرخان و مدیر مسئولی اسماعیل سیمیتقو است که به دو زبان‌های کردی و ترکی منتشر می‌شد. به علت جو پلیس و خفقان در دوران پهلوی تنها چهار نشریه در ارومیه منتشر می‌شدند. پس از انقلاب ایران نشریاتی شروع به کار کردند که  درحال حاضر تنها دو عدد از آن‌ها به کارشان ادامه می‌دهند. اولین روزنامه ارومیه در سال ۱۳۹۰ با نام آراز آذربایجان شروع به کار کرد.

## گردشگری

### بناها
ارومیه دارای بناهای تاریخی متعددی است. ار آنجمله می‌توان به عمارت شهربانی ارومیه، عمارت سه گنبد، موزه ارومیه، یخچال ۹ پله، پل باراندوز، کاروان‌سرای ارومیه، بازار قدیم ارومیه، گرمابه آخوند، ساختمان جهاد دانشگاهی
، ساختمان شهرداری ارومیه و … اشاره کرد.

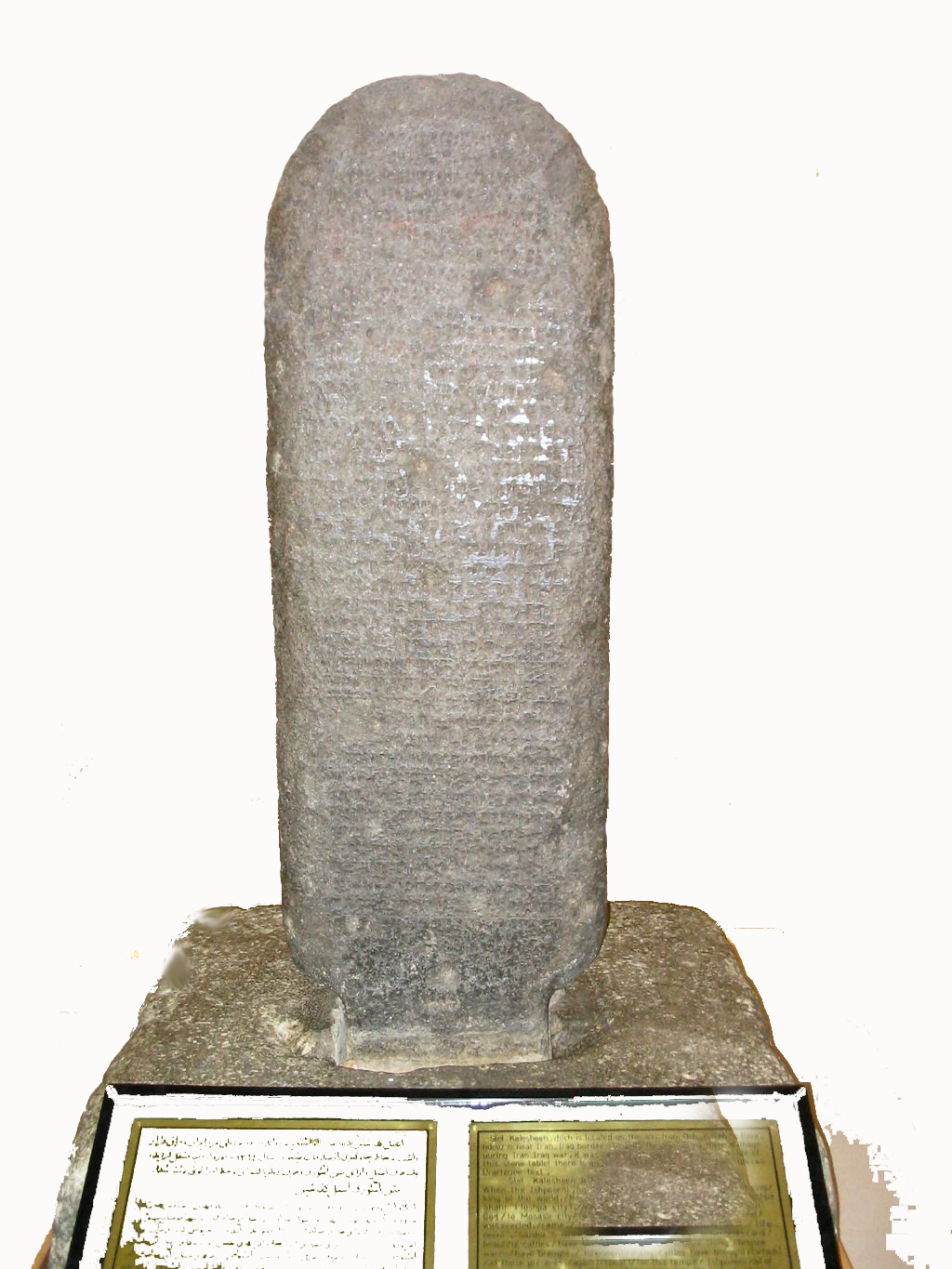
کتیبه اورارتویی کله شین که در اشنویه یافت شده و در موزه ارومیه نگهداری می‌شود
یئدّی دییرمان (هفت آسیاب)
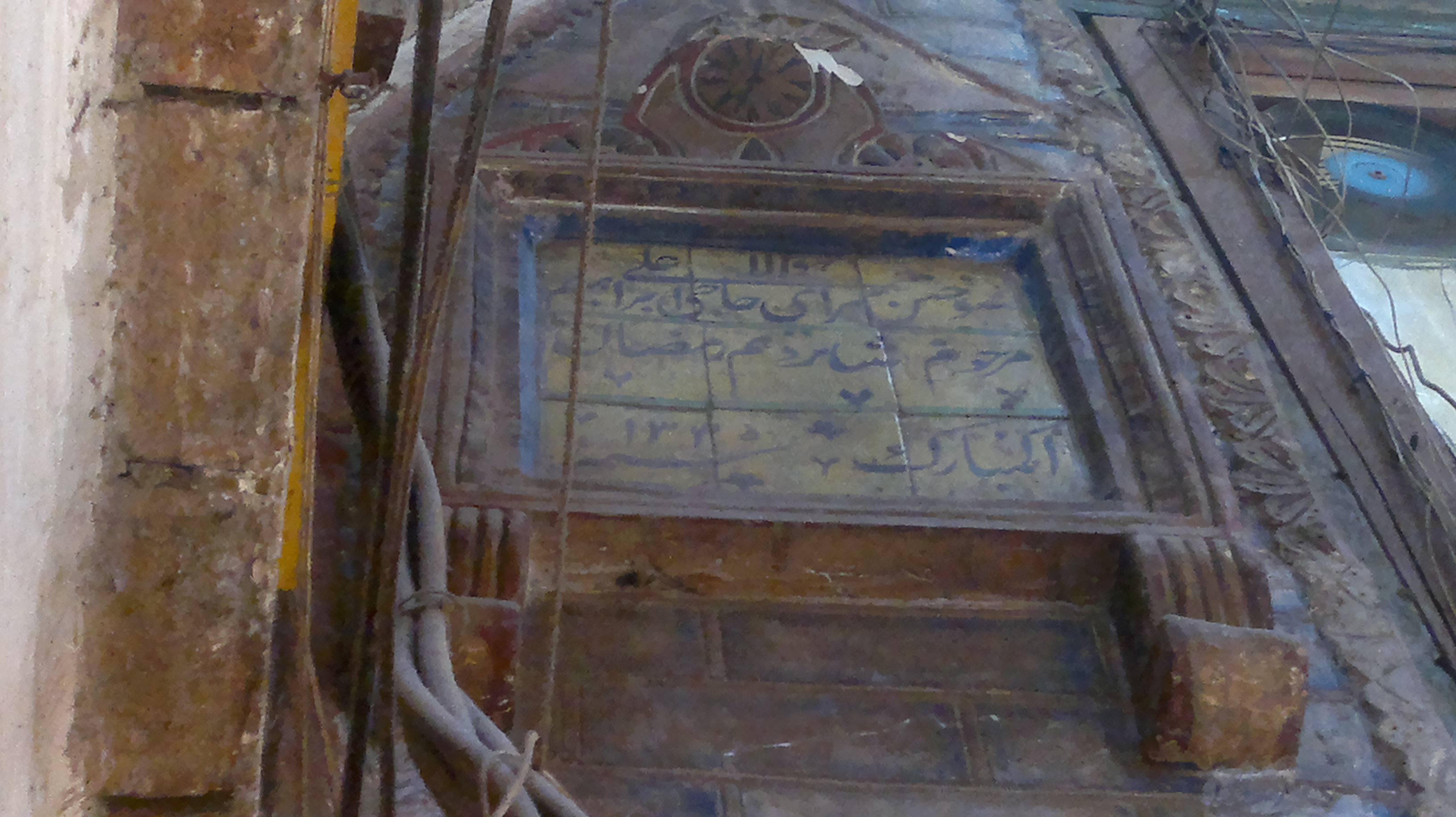
کتیبه بازار ارومیه
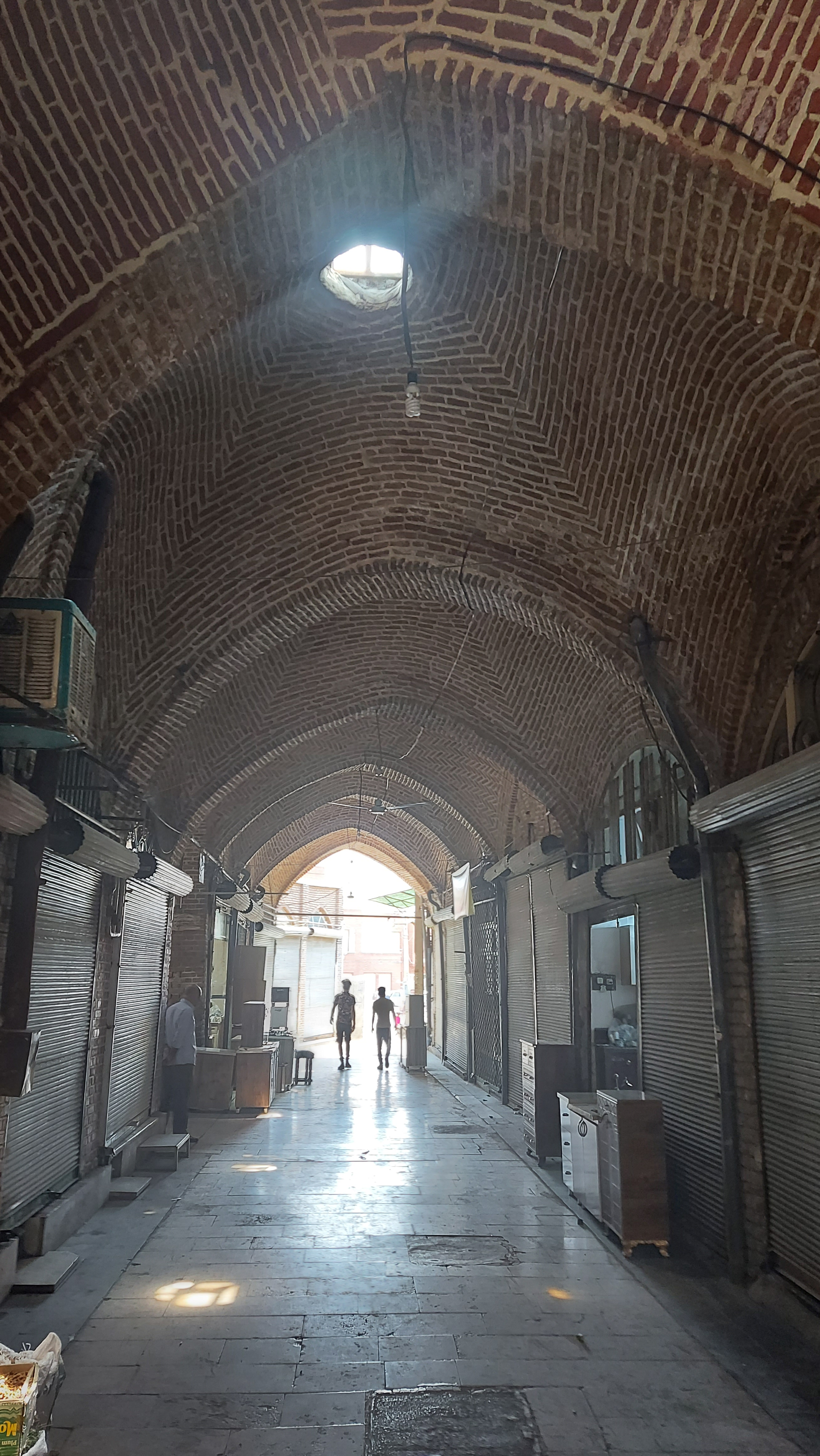
بازار سنتی ارومیه

### مساجد

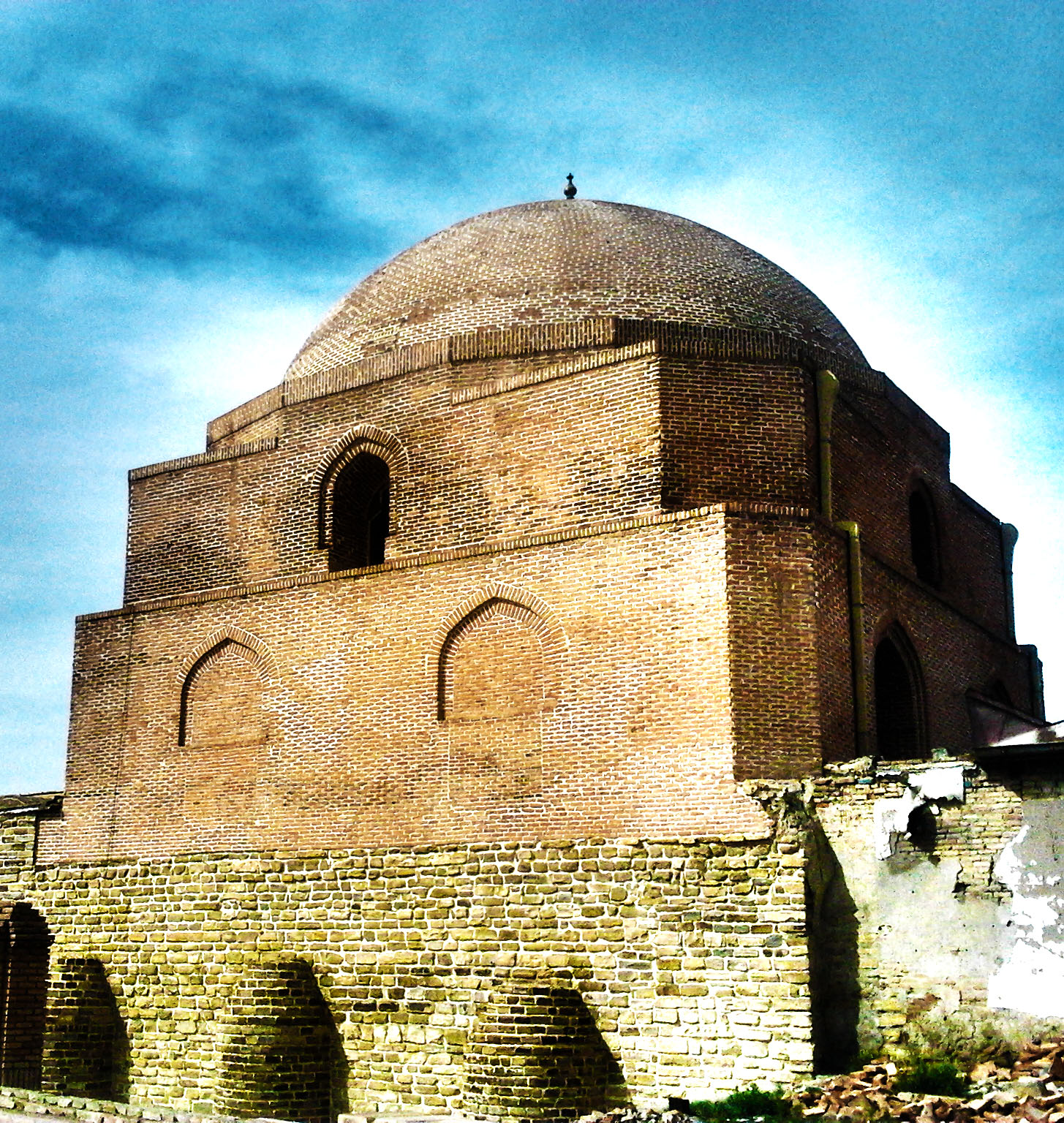
مسجد جامع ارومیه (در دوره قاجار)

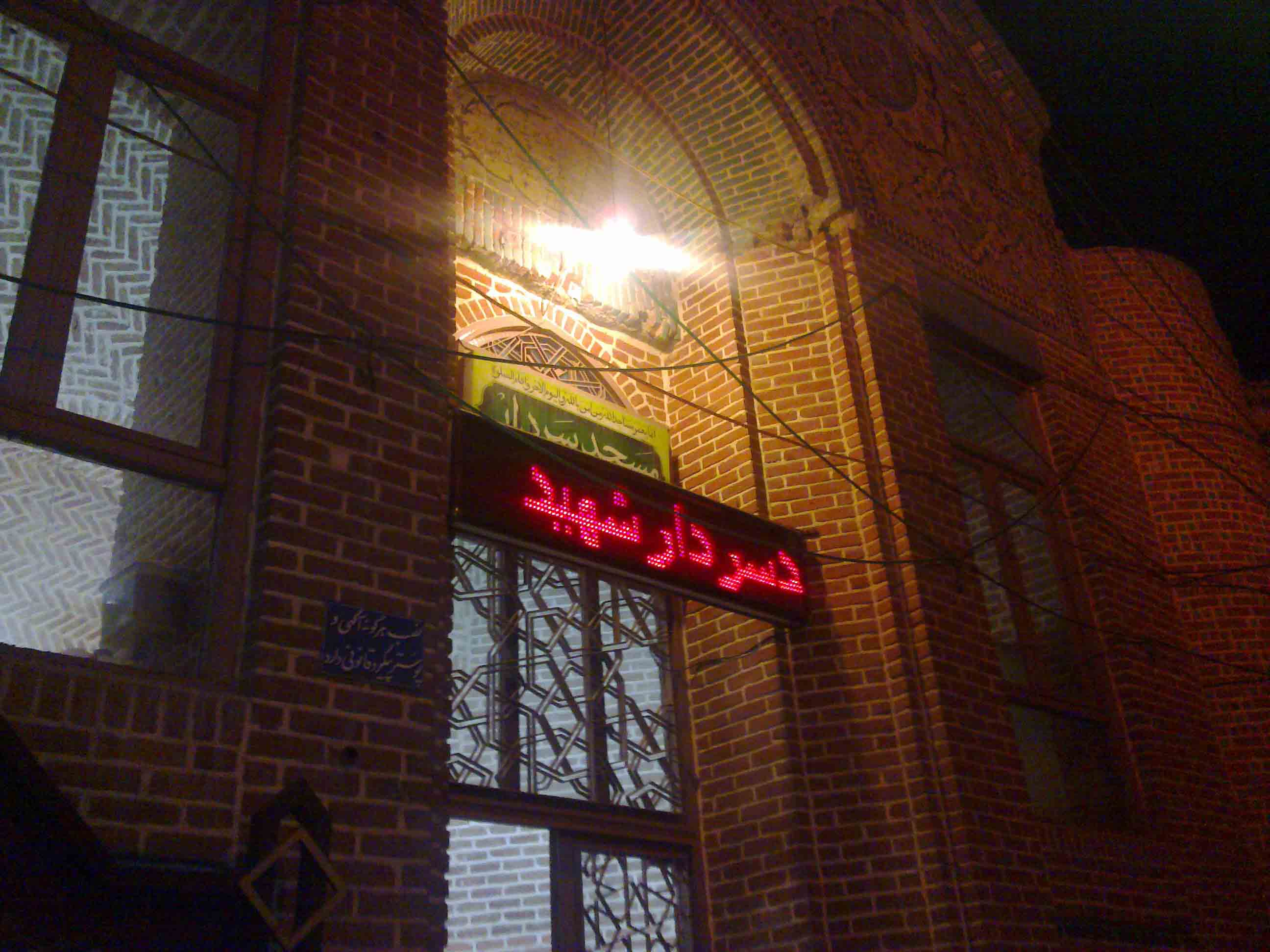
مسجد سردار

ارومیه دارای مساجد قدیمی فراوانی است. مسجد جامع ارومیه که گمان بر این است که بر روی ویرانه‌های یک آتشکده در سده هفتم هجری قمری ساخته شده است. مسجد سردار، مسجد مناره و مسجد سیدالشهدا از دیگر مساجد تاریخی ارومیه هستند.

### کلیساها
بیشتر کلیساهای ارومیه متعلق به آشوریان است هرچند کلیساهای متعلق به ارامنه نیز در ارومیه وجود دارد. از مهم‌ترین کلیساهای ارومیه می‌توان به کلیسای ننه مریم، کلیسای ماریوخنه و کلیسای حضرت مریم اشاره کرد.

### خانه‌ها
خانه‌های تاریخی ارومیه که نهایتاً قدمتشان به دوره قاجار می‌رسد یکی از جاذبه‌های گردشکری ارومیه محسوب می‌شوند. خانه‌های جنرال، خانه انصاری و خانه اتحادیه از آن جمله‌اند.
خانه دیزج سیاوش در سال ۱۳۸۷ ثبت ملی شد.

### دروازه‌ها
شهر ارومیه در گذشته  به‌دلیل موقعیت استراتژیک و ایجاد امنیت هشت دروازه در بیرون شهر داشته است که محل استقرار نیروهای نظامی بوده‌اند.
دروازهٔ بالو یا سلماس، دروازهٔ توپراق قلعه، دروازهٔ سویوق بولاق یا هازاران یا گازوران، دروازهٔ بازار باش، دروازهٔ ارک، دروازهٔ یوردشاه ودروازهٔ نوگچریانو گذر نام این هشت دروازه است.

### هتل‌ها
ازجمله مراکز اقامتی ارومیه می‌توان به موارد زیر اشاره کرد:
| نام                  | درجه (تعداد ستاره) | تعداد اتاق |
| -------------------- | ------------------ | ---------- |
| آنا                  | ۵                  | ۲۰۰        |
| دنیز                 | ۵                  | ۵۴         |
| دیاکو                | ۴                  |            |
| ساحل                 | ۴                  | ۷۰         |
| پارک                 | ۴                  | ۷۵         |
| جهانگردی             | ۴                  | ۷۴         |
| دریا                 | ۳                  | ۴۵         |
| مروارید              | ۳                  | ۳۶         |
| آریا                 | ۳                  | ۳۷         |
| آذران                | ۲                  | -          |
| خرم                  | ۲                  | -          |
| رضا                  | ۲                  | -          |
| مجتمع جهانگردی فانوس | ۲                  | -          |
| ارگ                  | ۱                  | -          |
| تک ستاره             | ۱                  | -          |

### غذاهای سنتی

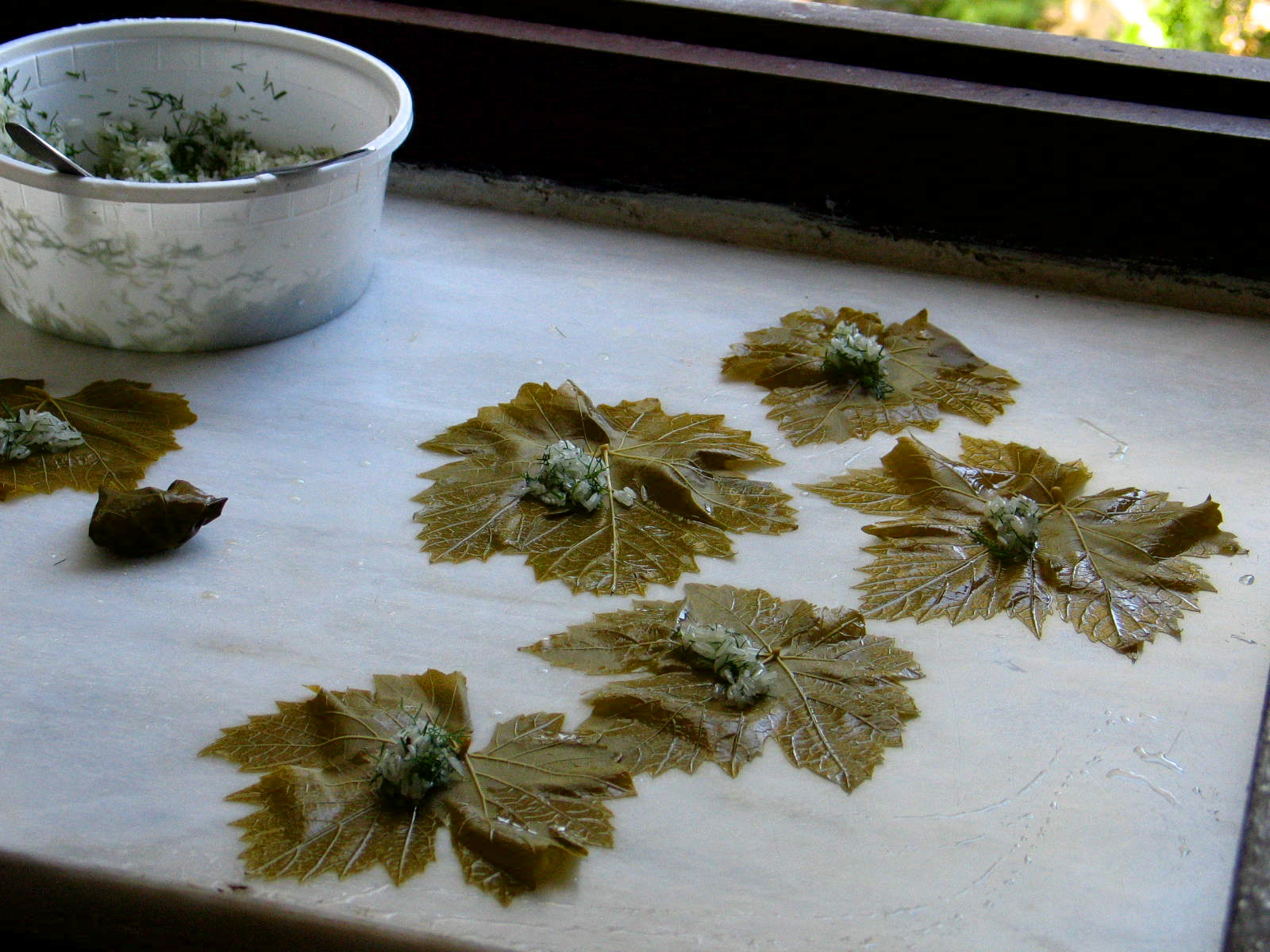
دلمه برگ مو

از غذاهای سنتی ارومیه می‌توان به دلمهٔ برگ مو، کوفته، یتیمچه و آش‌های کشک (قاتیخ) ،عیران و اماج اشاره کرد.

### شیرینی‌ها

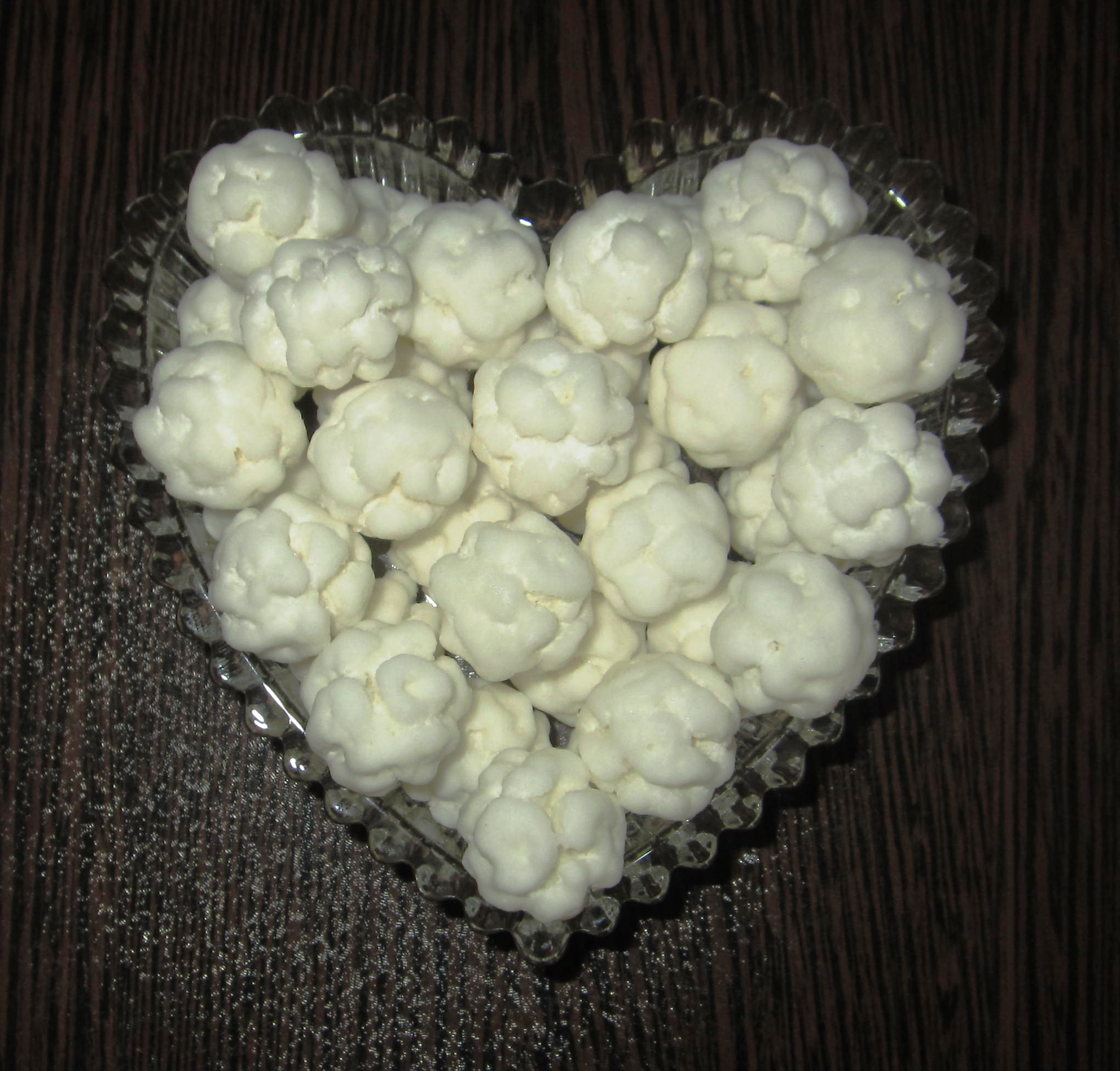
نقل ارومیه، مهم‌ترین سوغاتی این شهر

نقل مهم‌ترین سوغات ارومیه است که در انواع بیدمشکی، گردویی، زعفرانی، پسته‌ای و بادامی عرضه می‌شود. با این حال نقل بیدمشک معروف‌ترین نوع نقل در ارومیه است. این نوع نقل با عرق بیدمشک که محصول خود ارومیه است تهیه می‌شود. از دیگر عرقیات ارومیه بادرنجبو است که در تهیه شربت از آن استفاده می‌شود. حلوای گردو و حلوای هویچ از دیگر سوغاتی‌های ارومیه است.

### صنایع دستی
صنایع دستی چوبی و ریزه‌کاری و نازک‌کاری چوب از سوغاتی‌های ارومیه است.

## روابط بین‌المللی

### شهرهای خواهر
ارومیه با ۳ شهر جهان دارای پیوند خواهرخواندگی است.
| پرچم      | نام کشور  | شهر خواهرخوانده |
| --------- | --------- | --------------- |
| ترکیه     | ترکیه     | ترابوزان        |
| بلغارستان | بلغارستان | وارنا           |
| ترکیه     | ترکیه     | ارزروم          |

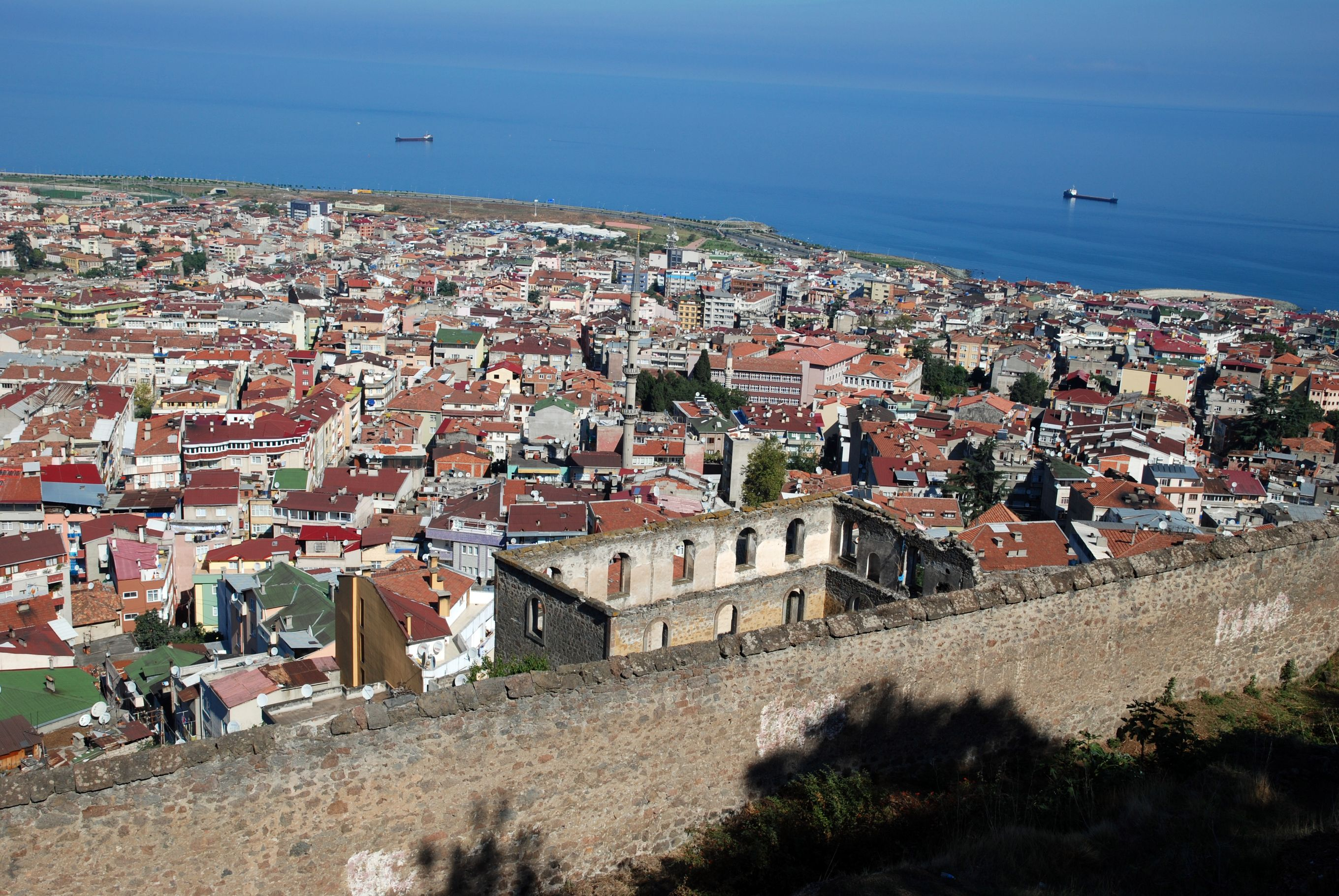
ترابوزان؛ از خواهرخوانده‌های ارومیه.
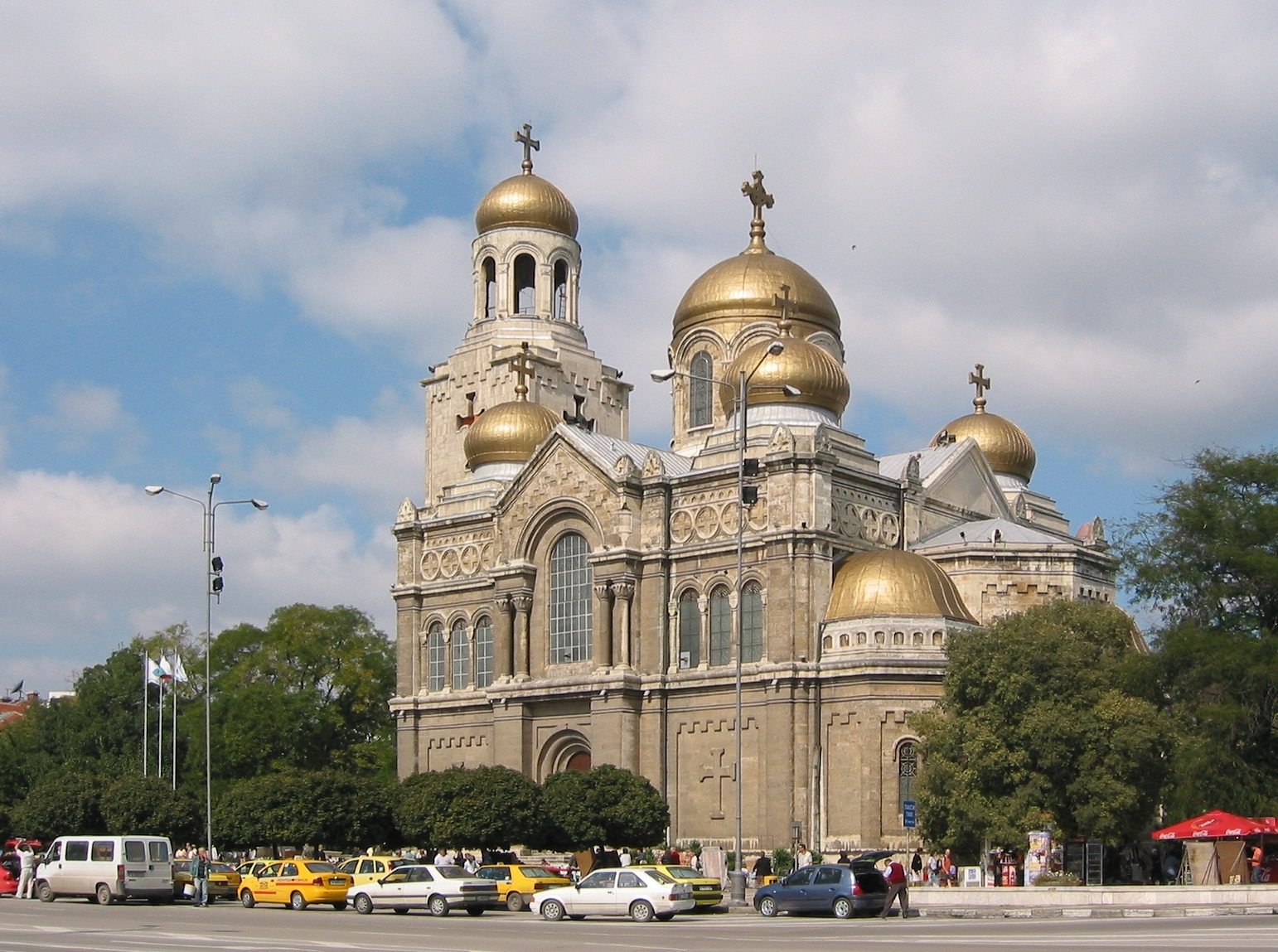
وارنا؛ از خواهرخوانده‌های ارومیه.
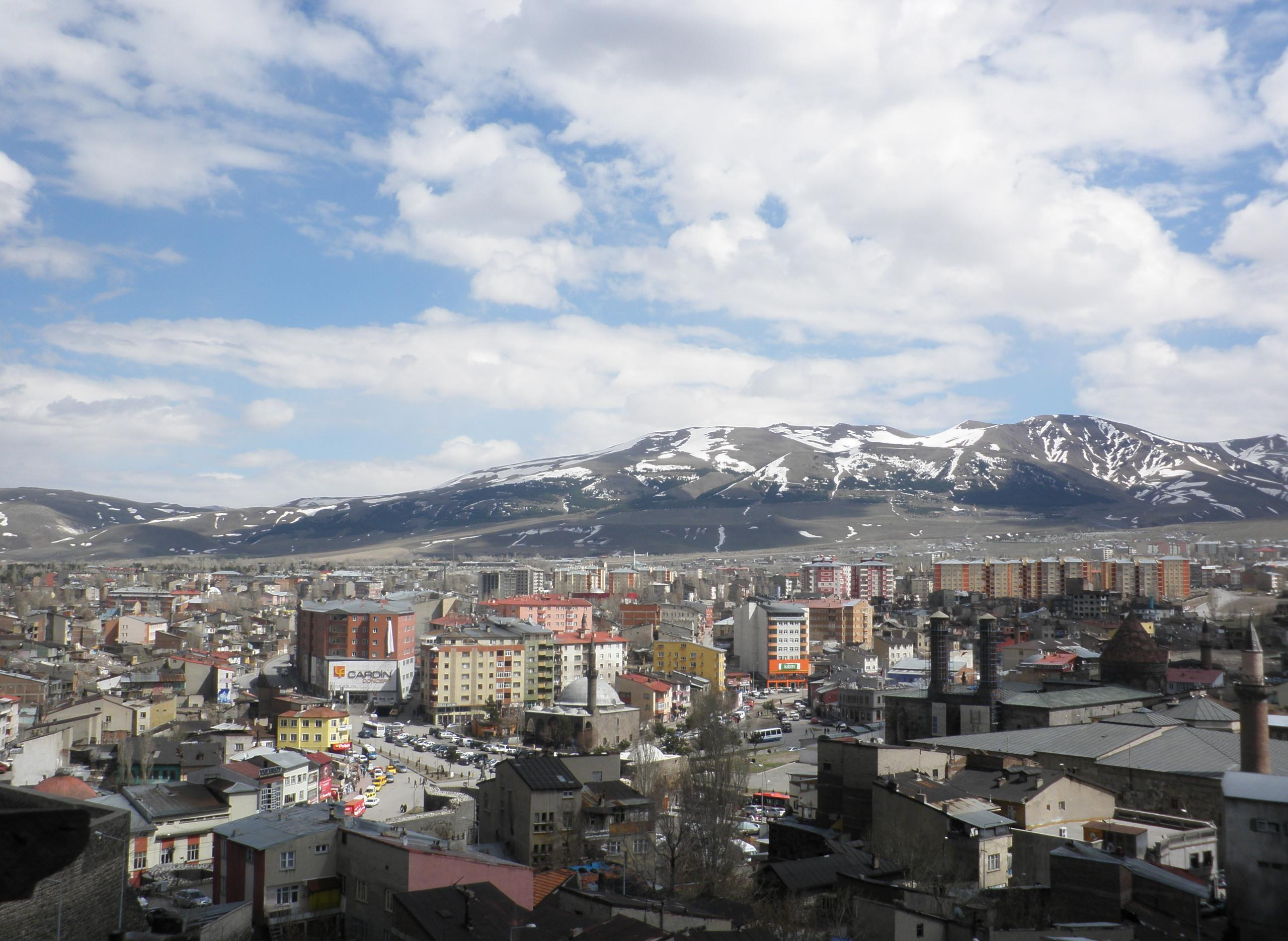
ارزروم؛ از خواهرخوانده‌های ارومیه.